# 15 Pułk Ułanów Poznańskich

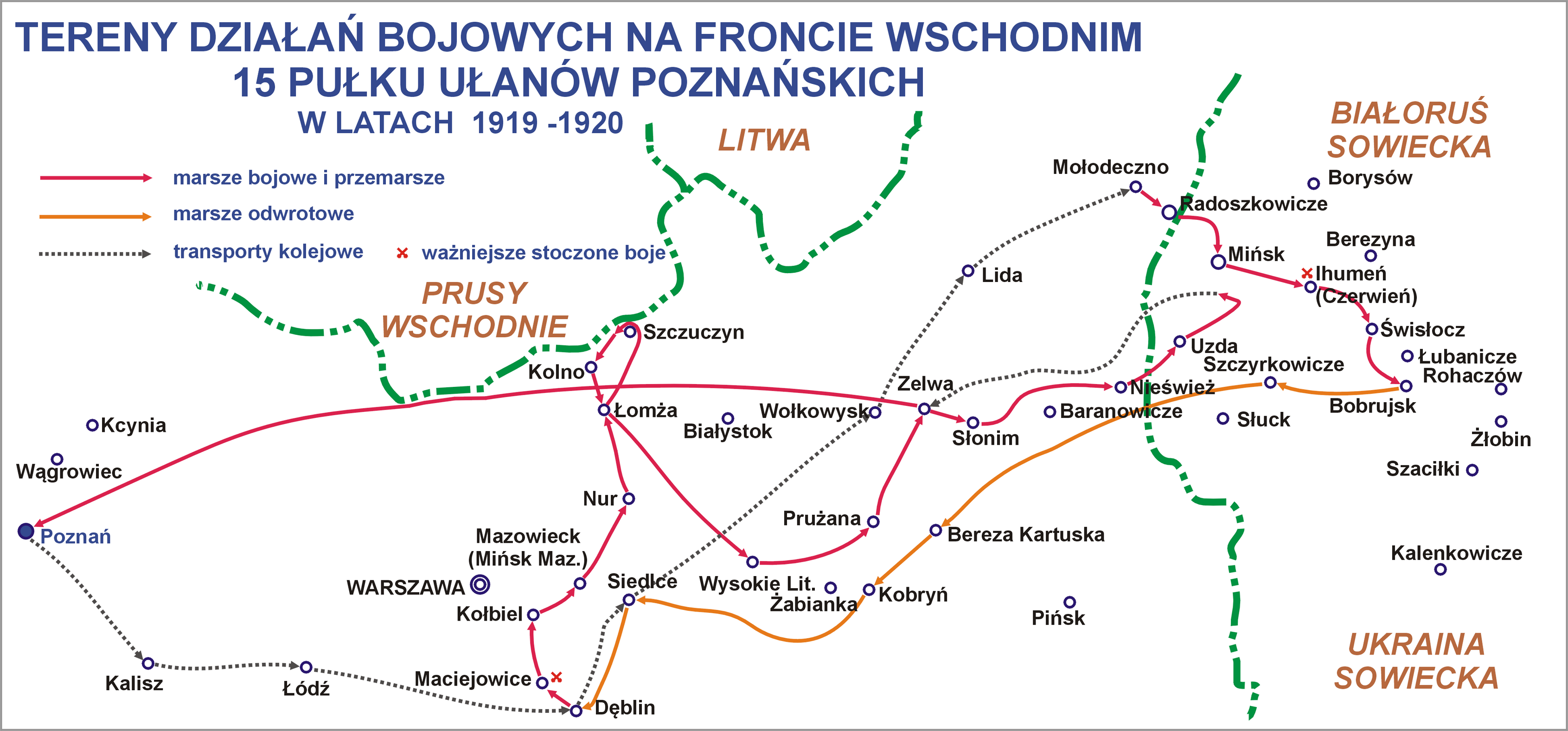
Tereny działań pułku w latach 1919-1920

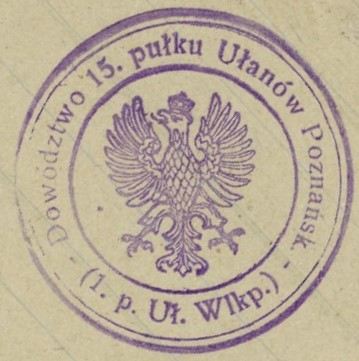
Odcisk pieczęci dowództwa pułku

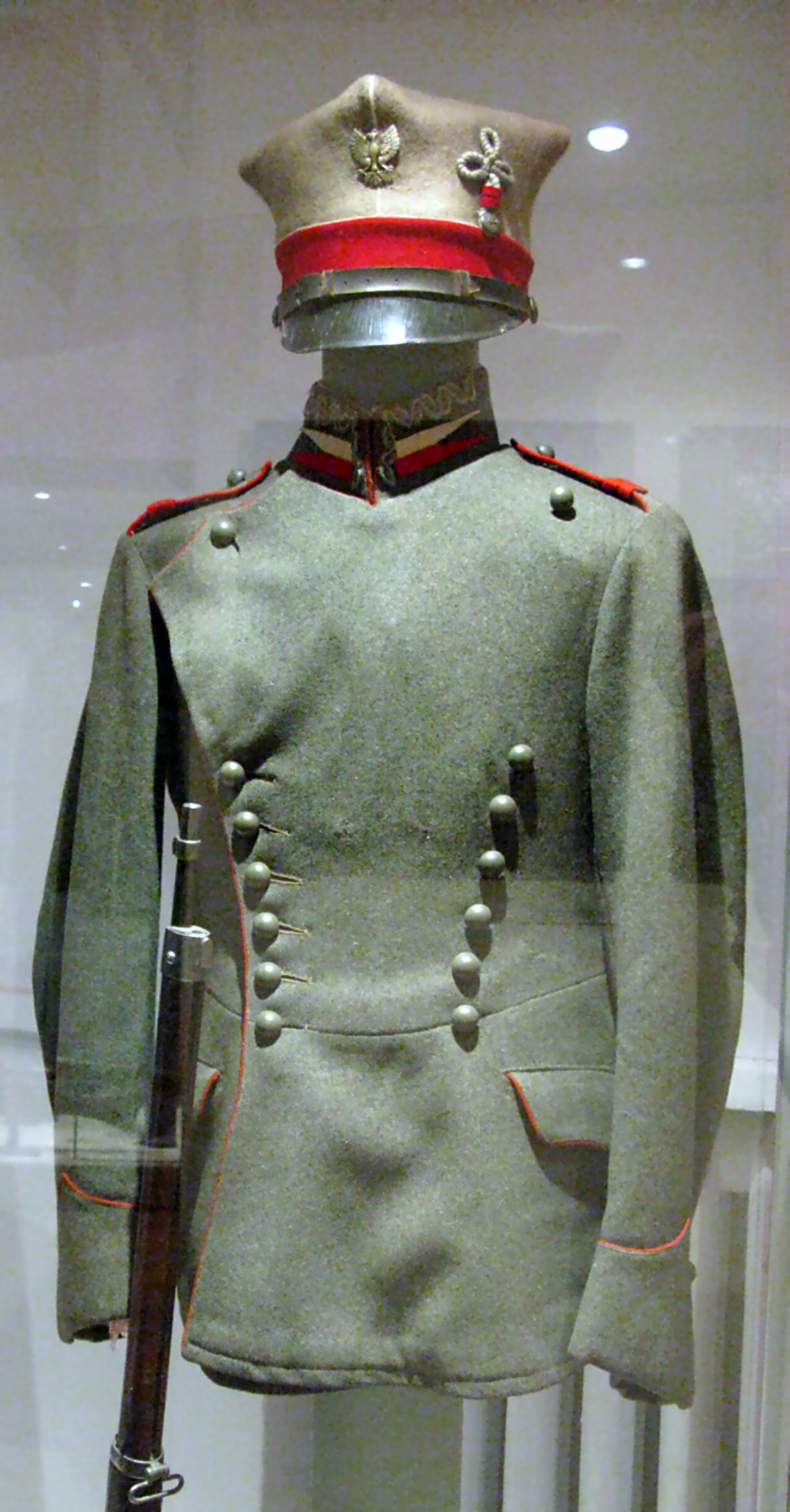
Kurtka kaprala 1 Pułku Ułanów Wielkopolskich

15 Pułk Ułanów Poznańskich (15 puł.) – oddział kawalerii Armii Wielkopolskiej i Wojska Polskiego II RP.

## Tradycje
15 Pułk Ułanów po raz pierwszy pojawił się w składzie Armii Księstwa Warszawskiego. Następnie w powstaniu listopadowym uczestniczył w walkach Pułk Jazdy Poznańskiej składający się z ochotników pochodzących z ziem zaboru pruskiego.

## Formowanie
Następny oddział ułanów nawiązujący do tradycji poznańskiej kawalerii powstał 30 grudnia 1918 podczas powstania wielkopolskiego pod komendą ppor. Kazimierza Ciążyńskiego, jako „Konni Strzelcy Straży Poznania”, a jako barwy proporczyka przyjął biel i czerwień. 14 stycznia 1919 tymczasowym komendantem konnych strzelców mianowany został ppor. Józef Lossow. Kawalerzyści złożyli przysięgę 26 stycznia 1919.
29 stycznia 1919 1. pułk strzelców konnych wielkopolskich otrzymał nazwę „1 pułk ułanów Wielkopolskich”. Dwa dni później płk Aleksander Pajewski został zatwierdzony na stanowisku dowódcy pułku.
W styczniu 1920, po scaleniu Armii Wielkopolskiej z armią w kraju, pułk otrzymał nazwę „15 pułk ułanów Wielkopolskich”. W lipcu 1920 szwadron zapasowy 15 puł wystawił 1. szwadron 115 pułku ułanów wielkopolskich oraz „1-y ochotniczy pułk jazdy wielkopolskiej Nr. 215”, który później został przemianowany na 26 pułk ułanów wielkopolskich.
5 sierpnia 1920 na wniosek prezydenta Poznania Jarogniewa Drwęskiego pułk otrzymał nazwę „15 pułk ułanów poznańskich”. 22 października 1927 staraniem władz miasta i dowództwa pułku odsłonięto przy ul. Ludgardy w Poznaniu Pomnik Ułanów Poznańskich autorstwa Mieczysława Lubelskiego i Adama Ballenstaeda. Przedstawia on ułana, który jako święty Jerzy, godzi lancą w smoka.

## Pułk w walce o granice
W nocy z 5 na 6 stycznia 1919 szwadron konnych strzelców pod dowództwem ppor. Kazimierza Ciążyńskiego wziął udział w opanowaniu lotniska Ławica w Poznaniu. W nocy z 9 na 10 stycznia 1919 szwadron ppor. Ciążyńskiego przewieziony został do Gniezna, a w dniu 11 stycznia wziął udział w walkach o Szubin. W następnych miesiącach służył na różnych odcinkach frontu powstańczego
1 sierpnia 1919 Pułk wyruszył na front litewsko-białoruski w ramach 14 Dywizji Piechoty. Jego szlak bojowy prowadził przez: Mołodeczno, Małe Gajany, Mińsk, Ihumeń, Bochuczewicze i Bobrujsk, który został zdobyty 28 sierpnia. Bobrujsk stał się bazą wypadów pułku podczas walk nad Berezyną i na Polesiu do maja 1920. W tym okresie żołnierze dorobili się u bolszewików przydomku rogate, czerwone czorty (czerwony to kolor otoku rogatywek). W tym okresie Pułkiem dowodził ppłk Władysław Anders. W maju 1920 brał udział w zatrzymaniu ofensywy radzieckiej 16 Armii biorąc do niewoli znaczną część żołnierzy nieprzyjacielskiej brygady kawalerii.
- w lipcu 1920 wskutek radzieckiej ofensywy wojska polskie zostały zmuszone do odwrotu. Pułk osłaniał odwrót swojej macierzystej dywizji. Podczas walk pod Iwachnowiczami 29 lipca ranny został dowódca – ppłk Anders. Podczas kontrofensywy polskiej 16 sierpnia Pułk przełamał obronę radziecką pod Maciejowicami.
- Kolejne walki stoczył podczas Bitwy nad Niemnem. Następnie w drugiej połowie września 1920 kawalerzyści walczyli pod Międzyrzeczem, Zelwą i Snowami, a ostatnią miejscowością jaką zajęli żołnierze był Mińsk[b], z którego wycofano się na zachód po podpisaniu zawieszenia broni.

2 stycznia 1921 pułk wycofano z frontu, a następnie pociągami przewieziono do Poznania.

### Mapy walk pułku

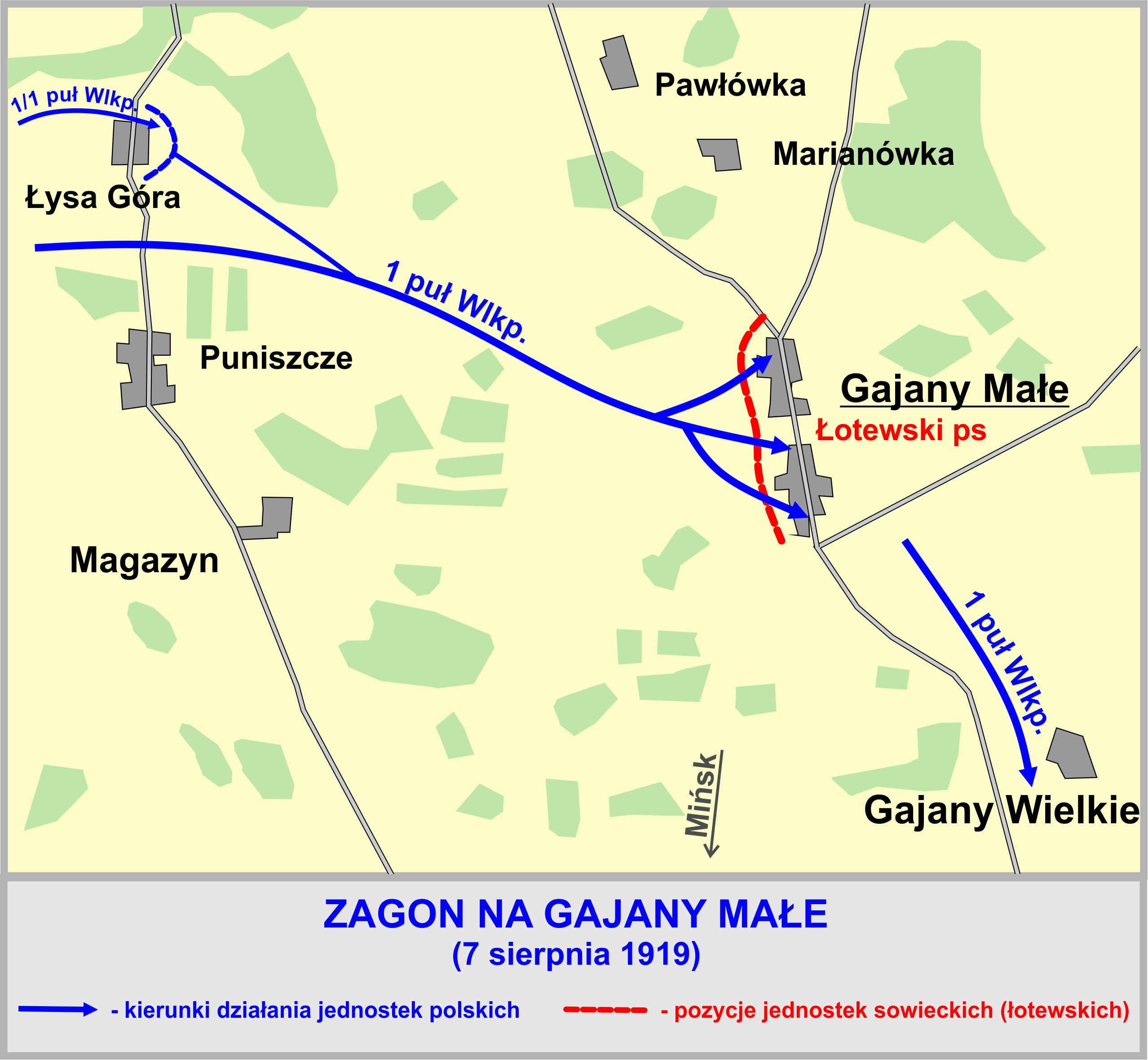
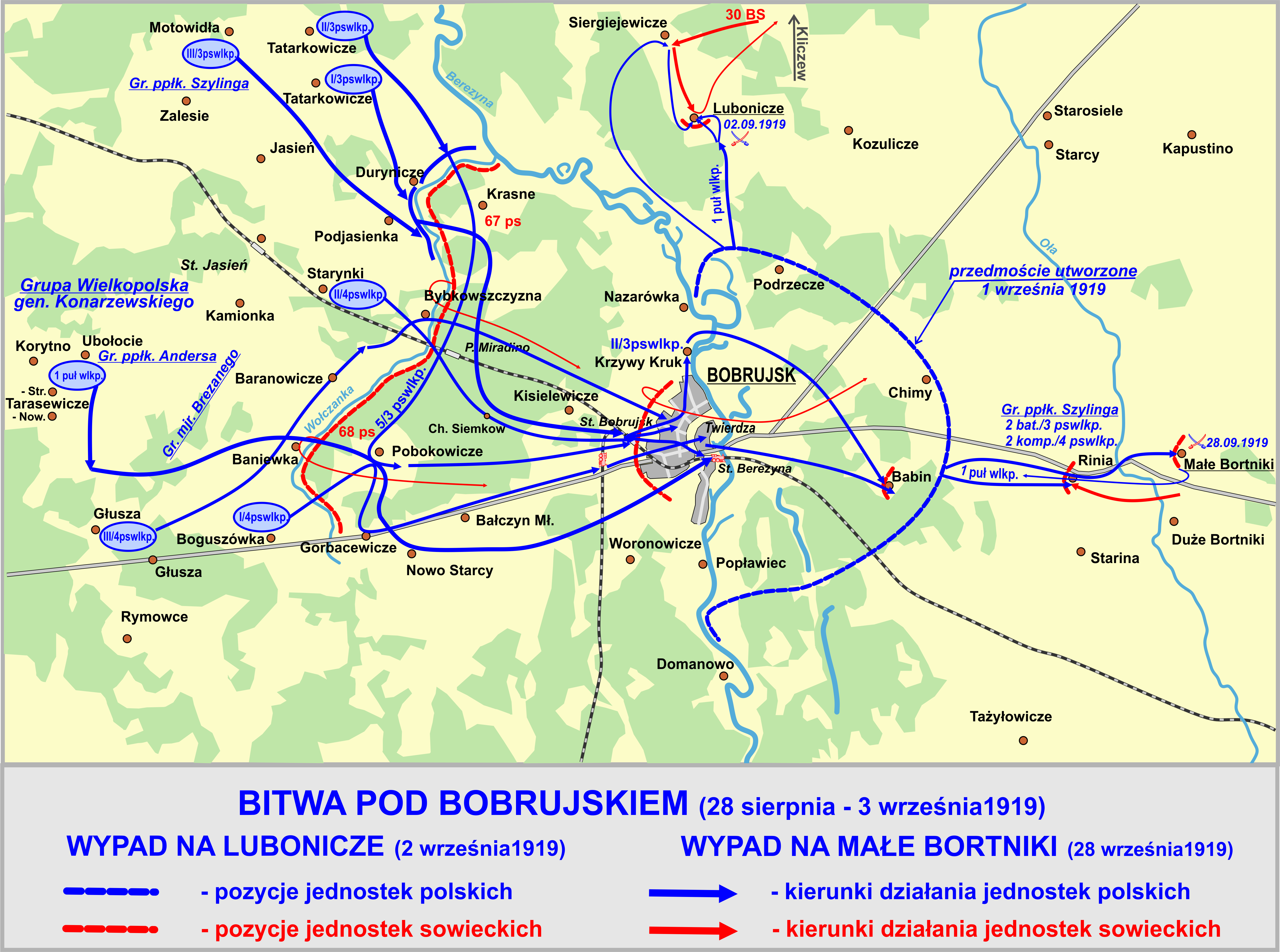
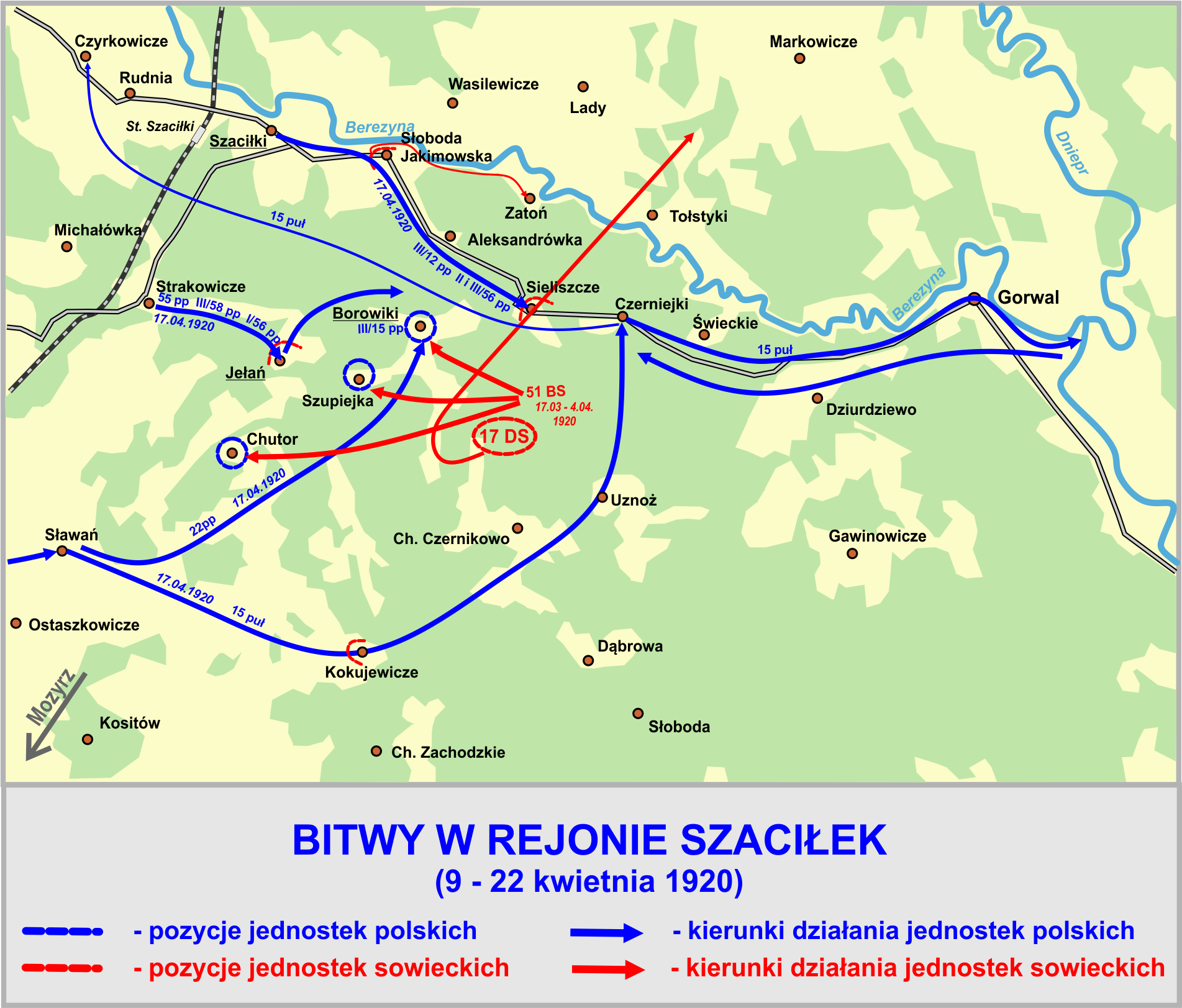
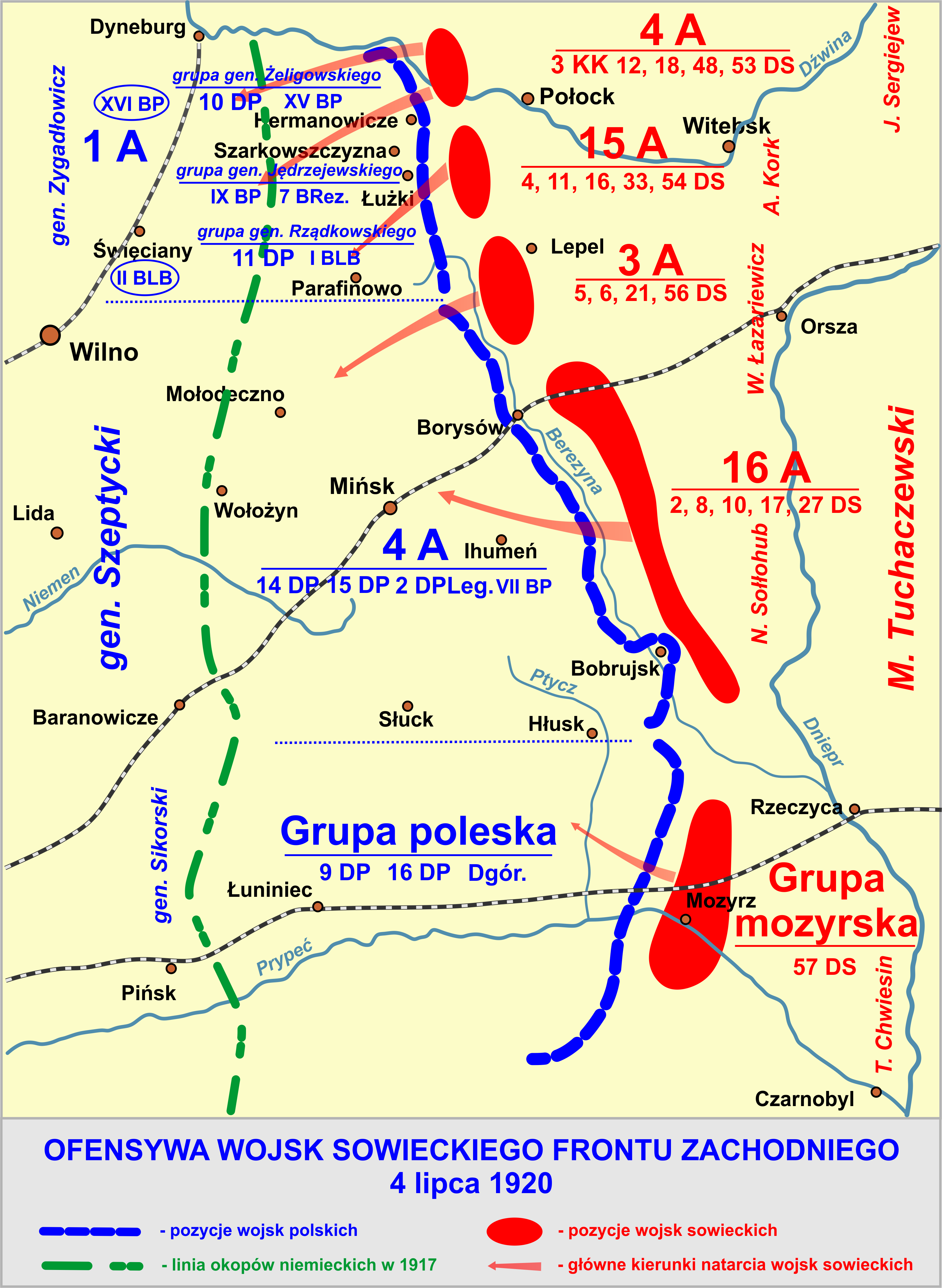
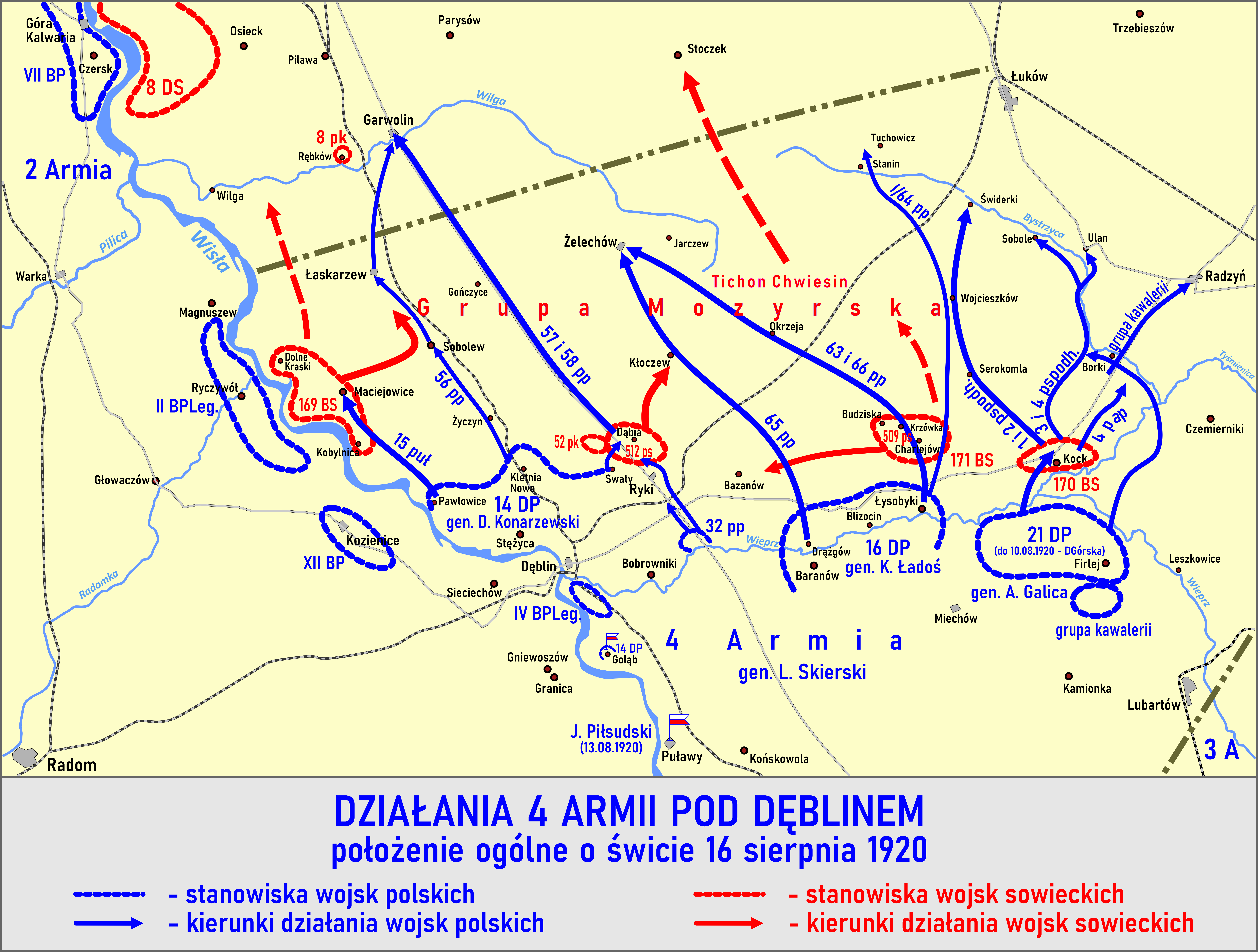
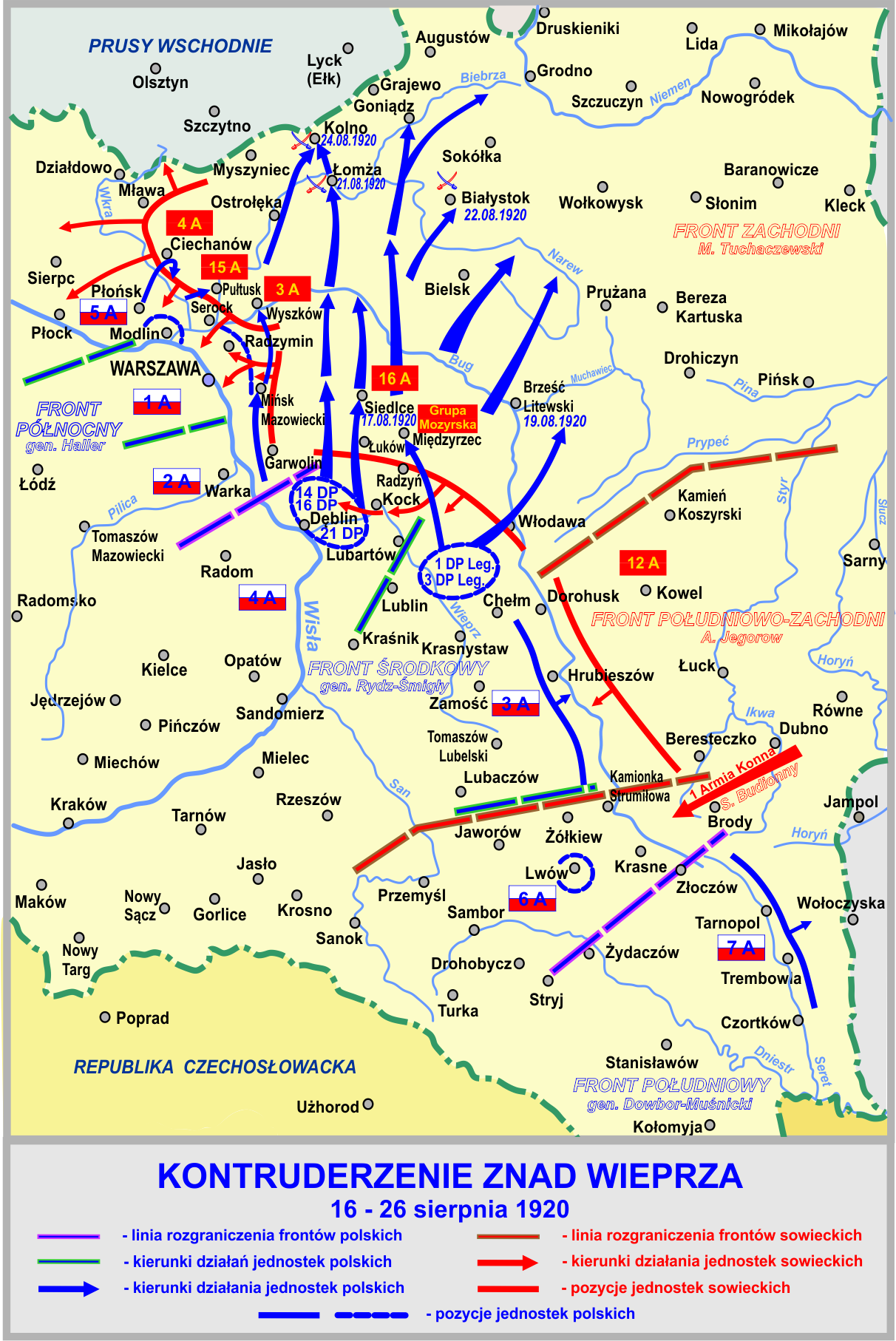
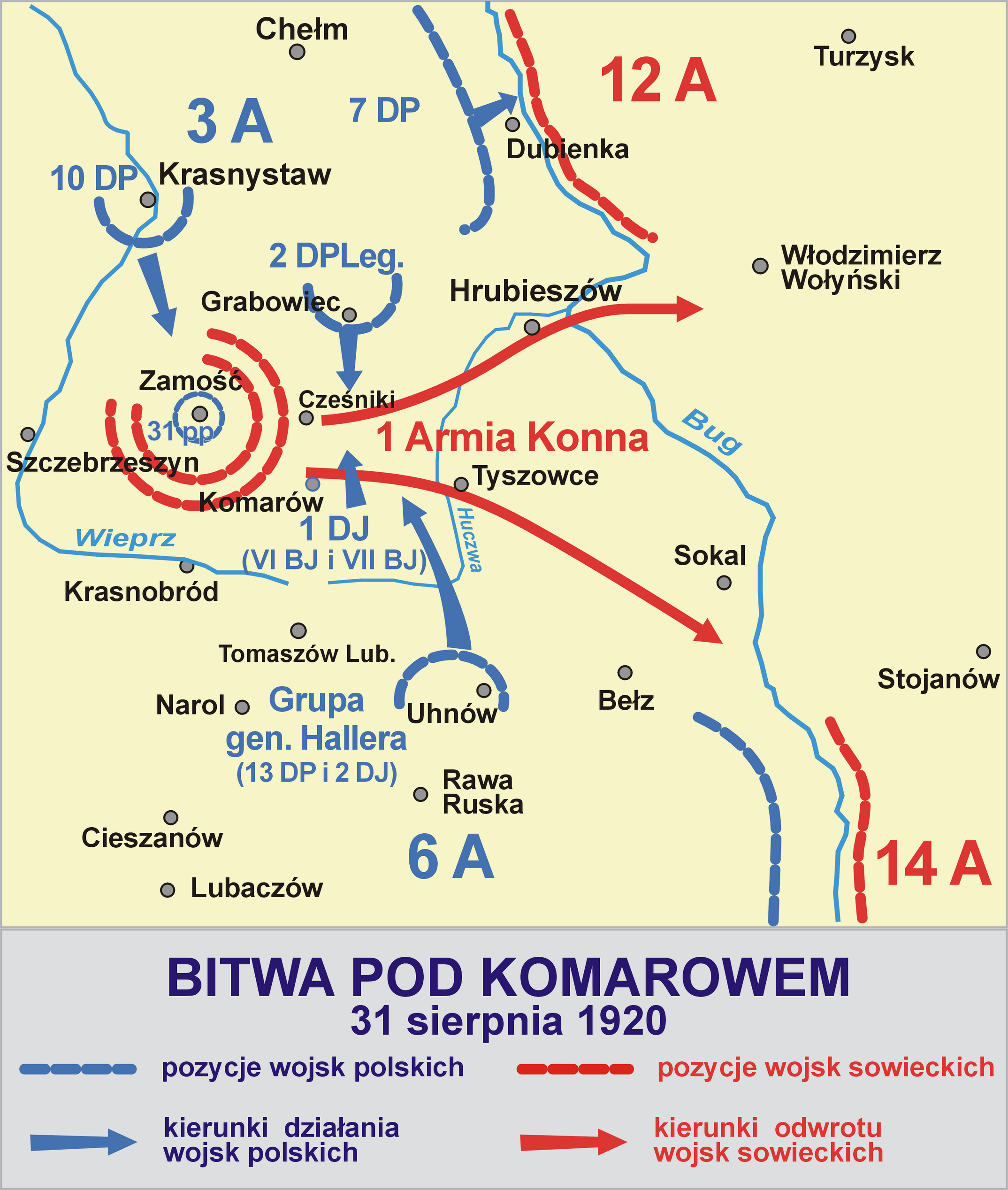
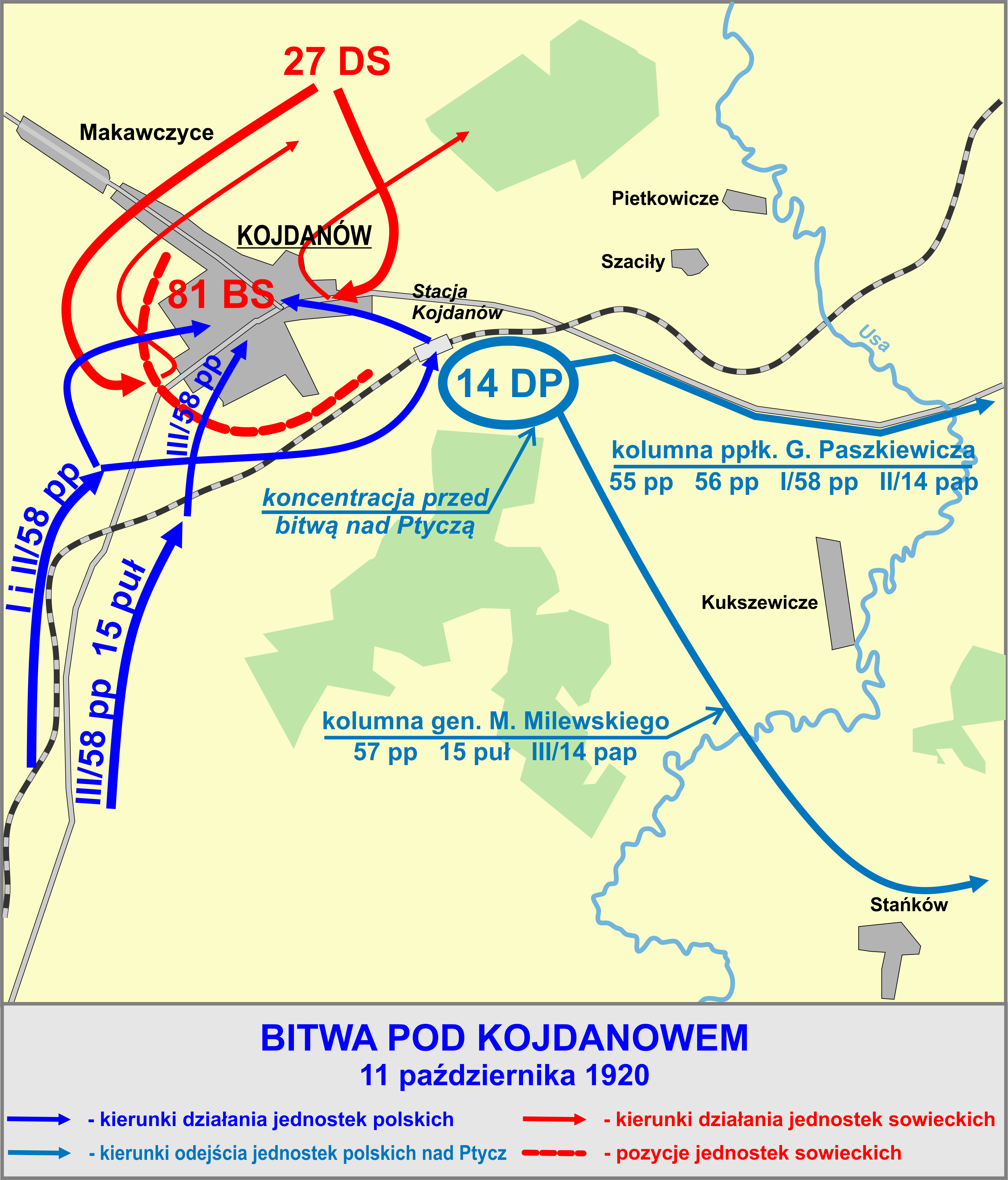

### Kawalerowie Orderu Virtuti Militari
| Żołnierze pułku odznaczeni Krzyżem Srebrnym Orderu Wojskowego Virtuti Militari za wojnę 1918–1920 | Żołnierze pułku odznaczeni Krzyżem Srebrnym Orderu Wojskowego Virtuti Militari za wojnę 1918–1920 | Żołnierze pułku odznaczeni Krzyżem Srebrnym Orderu Wojskowego Virtuti Militari za wojnę 1918–1920 |
| ------------------------------------------------------------------------------------------------- | ------------------------------------------------------------------------------------------------- | ------------------------------------------------------------------------------------------------- |
| ppłk SG Władysław Anders                                                                          | por. Jerzy Anders                                                                                 | plut. Stanisław Bartz                                                                             |
| plut. Władysław Biegański                                                                         | por. Witold Boreysza                                                                              | por. Czesław Buszkiewicz                                                                          |
| ppor. Kazimierz Józef Chłapowski                                                                  | st. uł. Stanisław Ciechowski                                                                      | por. Janusz Czarnecki                                                                             |
| kpt. Franciszek Ćwiertnia                                                                         | plut. Edmund Dachtera                                                                             | uł. Stanisław Dobienżański                                                                        |
| wachm. Jan Dominiak (Dominik)                                                                     | ppor. Jerzy Dzwonkowski                                                                           | ppor. Ludomir Frezer                                                                              |
| por. Stanisław Gauza                                                                              | kpr. Ignacy Górski                                                                                | kpr. Stanisław Gościński                                                                          |
| wachm. Wojciech Grocholski                                                                        | uł. Tomasz Grzęda                                                                                 | wachm. Stanisław Grzeliński                                                                       |
| kpr. Antoni Janczewski                                                                            | plut. Jan Jankowiak                                                                               | wachm. Franciszek Kaczmarek                                                                       |
| uł. Emil Kalkowski                                                                                | rtm. Kazimierz Kalkstein                                                                          | por. Janusz Kapuściński                                                                           |
| wachm. Bronisław Kluczyk                                                                          | uł. Jan Kozłowski                                                                                 | plut. Bolesław Krajewski                                                                          |
| kpr. Leon Kramarczyk                                                                              | rtm. Jerzy Kubicki                                                                                | st. uł. Jan Lis                                                                                   |
| st. uł. Leon Madaj                                                                                | kpr. Jan Majchrzycki                                                                              | plut. Andrzej Majda                                                                               |
| ppor. Wacław Mańkowski                                                                            | st. uł. Franciszek Michalski                                                                      | por. Michał Mycielski                                                                             |
| wachm. Kazimierz Nowakowski                                                                       | plut. Marceli Nowicki                                                                             | uł. Stefan Pacholski                                                                              |
| wachm. szt. Aleksander Paisert nr 3998                                                            | st. uł. Franciszek Paluszkiewicz                                                                  | ppor. Witold Pluciński                                                                            |
| ppor. Mieczysław Poniatowski                                                                      | plut. Marian Przędzik                                                                             | rtm. Andrzej Rojewski                                                                             |
| rtm. Leon Schmidt-Borudzki                                                                        | por. Adam Siciński                                                                                | st. uł. Michał Skarbecki                                                                          |
| rtm Jerzy Skrzydlewski                                                                            | uł. Ignacy Sobczak                                                                                | wachm. Jan Sołtysiak                                                                              |
| wachm. Roman Stepczyński                                                                          | wachm. Jan Sułkowski                                                                              | rtm. Albert Traeger                                                                               |
| por. Antoni Tuncelmann                                                                            | wachm. Andrzej Wiśniewski                                                                         | st. uł. Michał Zwiernik                                                                           |

## Pułk w okresie pokoju

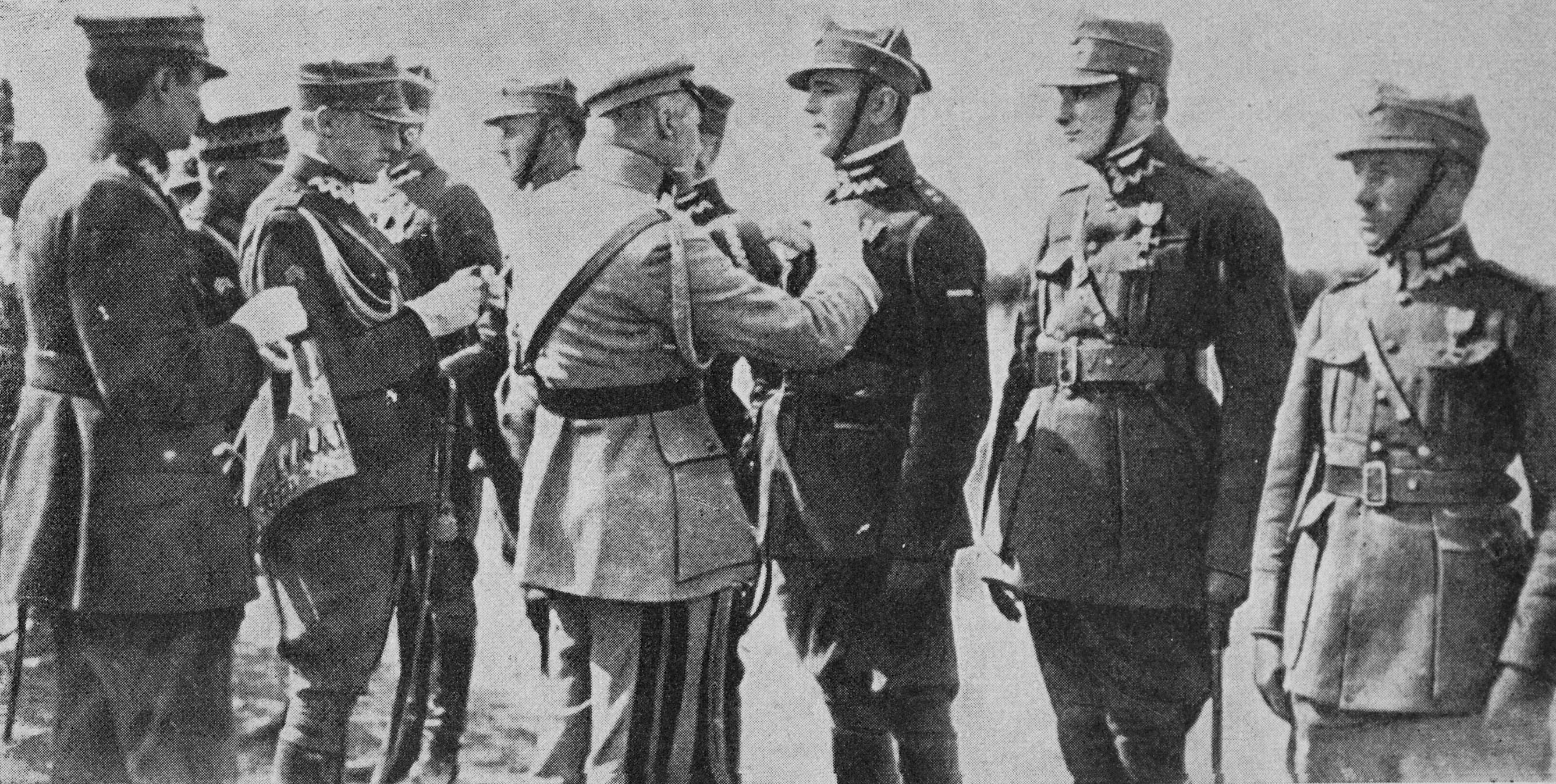
Naczelny Wódz Józef Piłsudski dekoruje Orderem Virtuti Militari oficerów 15 puł. Stoją od prawej porucznicy: Siciński, Gauza i Czarnecki.

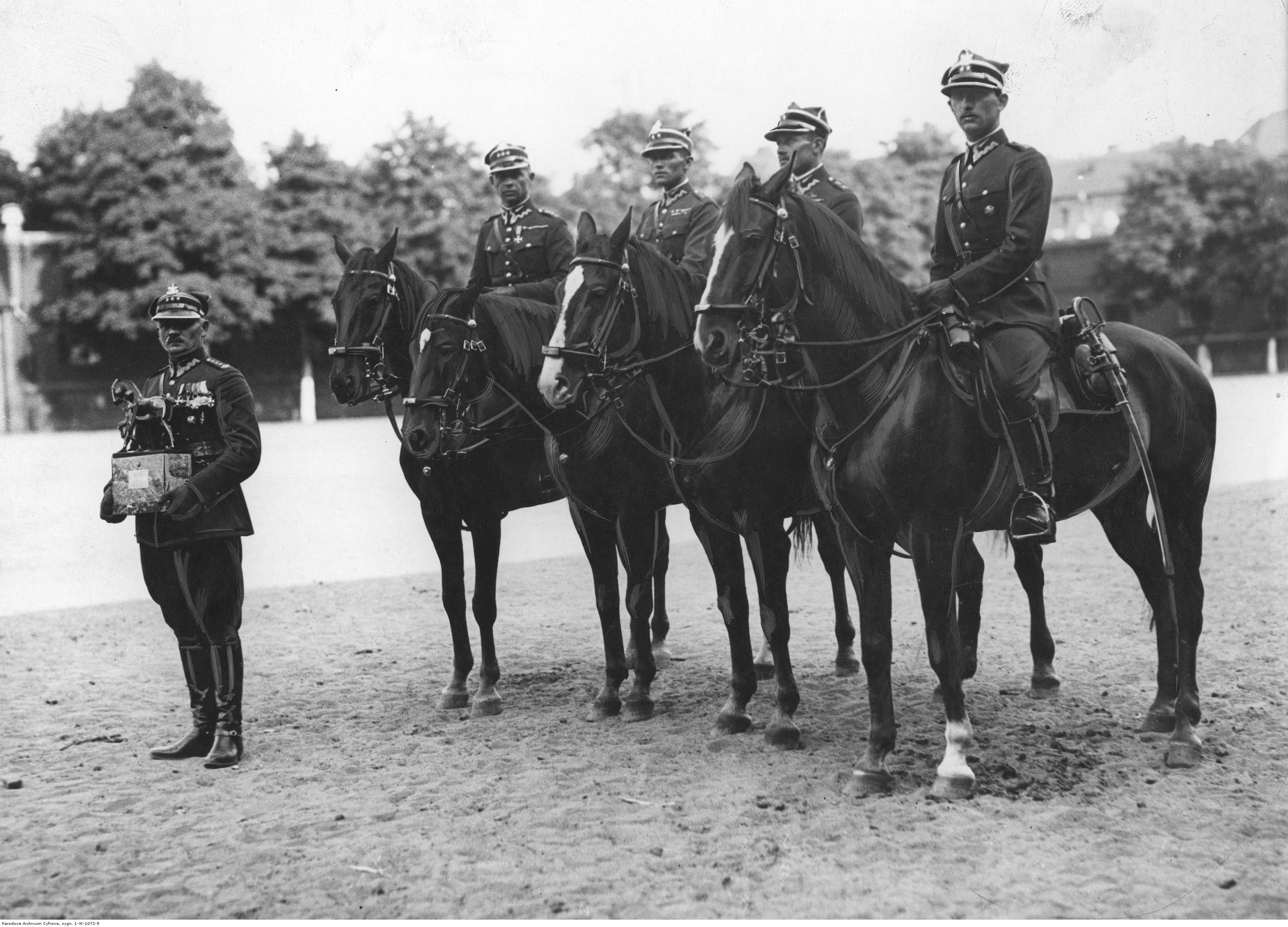
Zawody jeździeckie o mistrzostwo DOK VII w Poznaniu 1927. Zwycięska ekipa 15 puł – z nagrodą stoi płk Rudolf Dreszer.

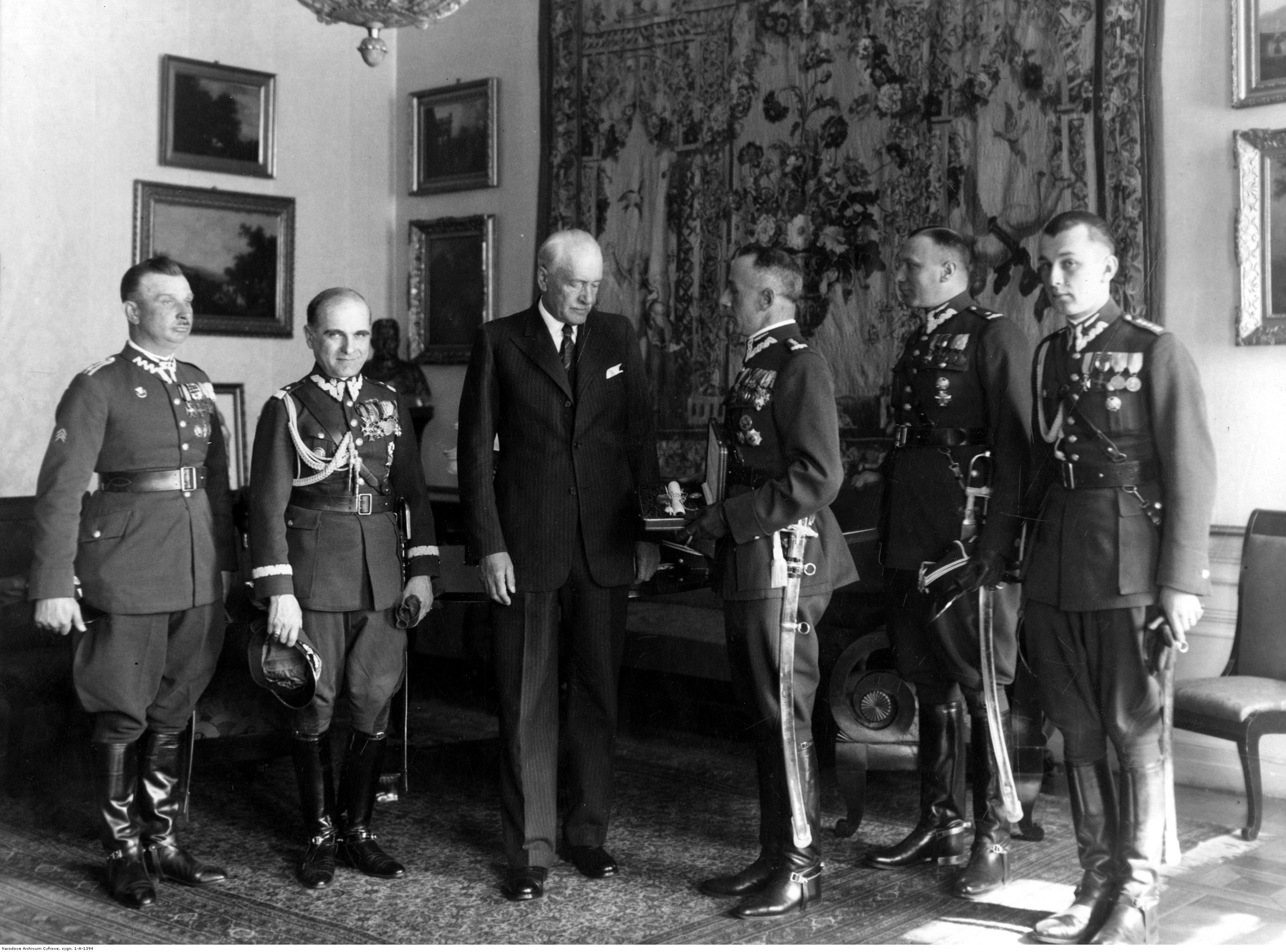
Delegacja 15 puł. na audiencji u prezydenta RP Ignacego Mościckiego; 21 marca 1934.

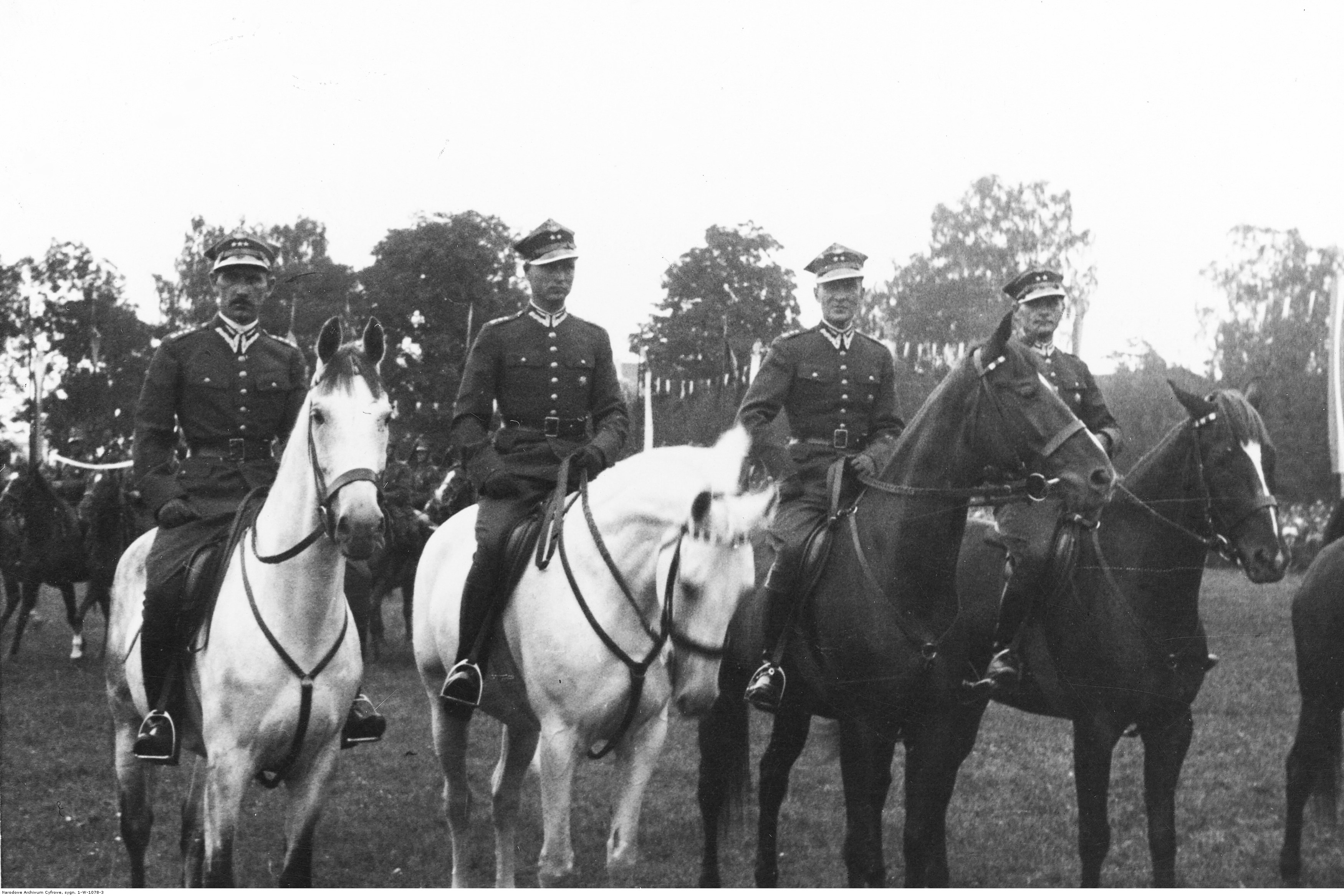
Zawody jeździeckie o mistrzostwo armii w Białymstoku w sierpniu 1937. Zdobywcy II miejsca – ekipa 15 puł.

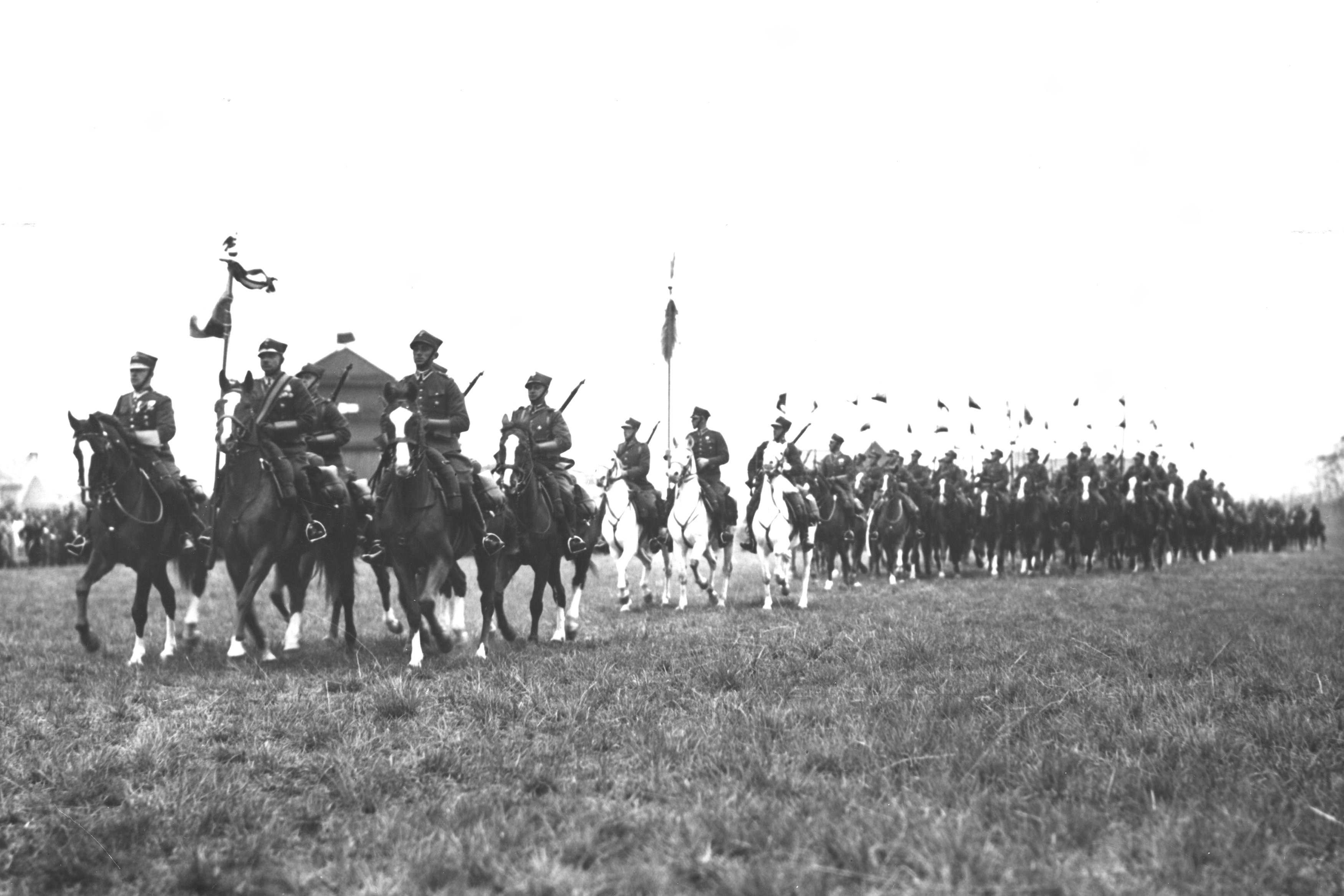
Święto 15 puł. w Poznaniu 1937 – defilada oddziału kawalerii z lancami.

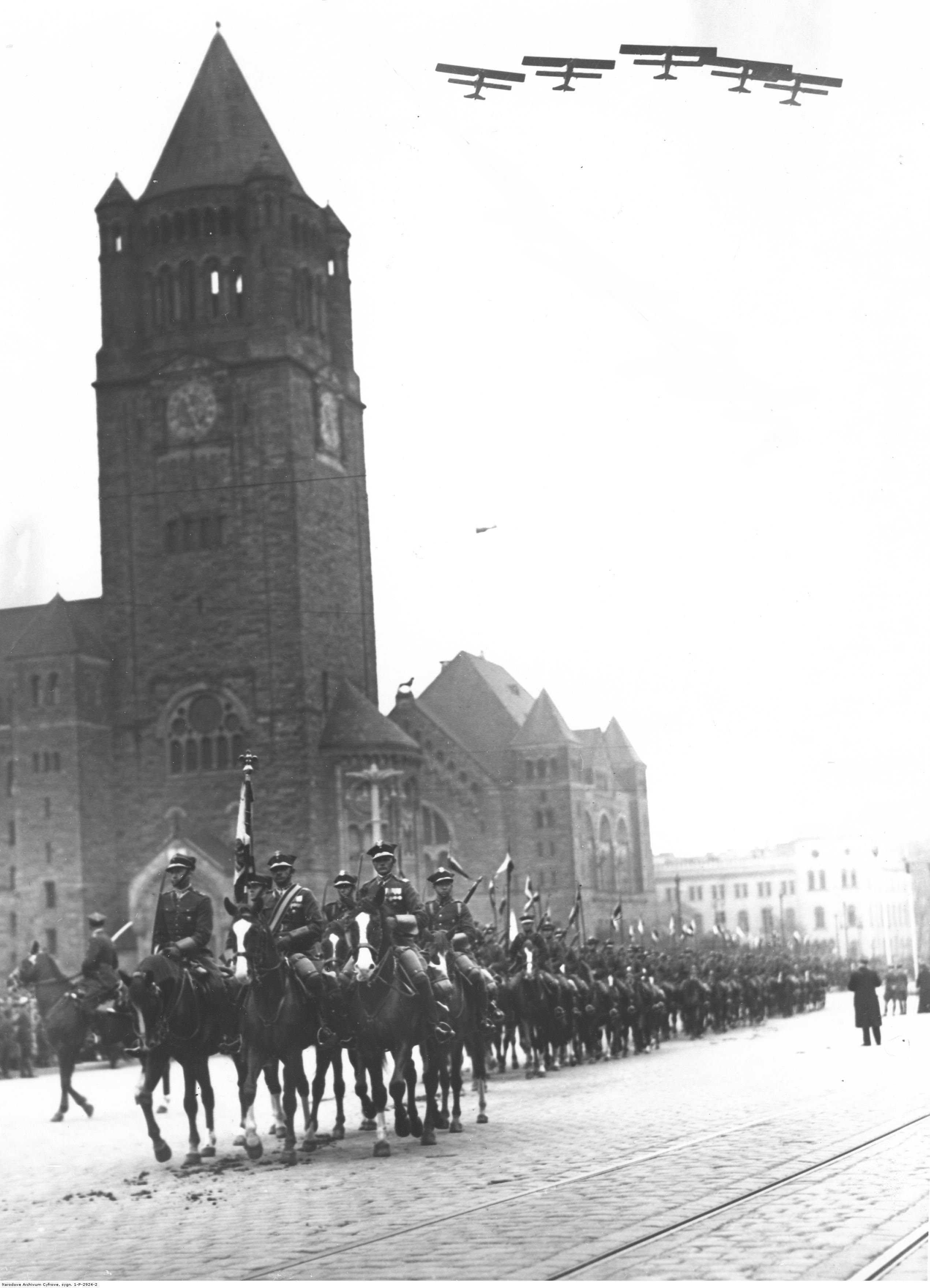
Święto Narodowe Trzeciego Maja w Poznaniu w 1936. Defilują oddziały 15 puł; w górze samoloty 3 plot

5 i 6 stycznia 1921 transporty pułku przybyły z frontu do Poznania. 16 stycznia 1921, po mszy polowej na Błoniach Grunwaldzkich, pułk razem z oddziałami 14 Wielkopolskiej DP przedefilował przez Poznań.
W sobotę 23 kwietnia 1921 na Błoniach Grunwaldzkich odbyła się uroczystość dekoracji Orderem Virtuti Militari sztandaru pułku, a następnie oficerów i żołnierzy przez Naczelnika Państwa i Naczelnego Wodza marszałka Józefa Piłsudskiego. Dzień 23 kwietnia pułk postanowił święcić jako doroczne święto pułkowe. 19 maja 1927 minister spraw wojskowych rozkazem G.M. 3604 I. ustalił i zatwierdził dzień 23 kwietnia jako datę święta pułkowego.

### Koszary pułku
Od początku istnienia pułk zajmował koszary pruskiego 1 pułku  strzelców konnych przy ulicy Grunwaldzkiej 24/26 (do 1919 ulica Augusty-Wiktorii). Ponadto zajmował obiekty przy ulicy Marcelińskiej 13 po niemieckim 5 dywizjonie taborów.
Od października 1921 do kompleksu 15 puł. dokwaterowany został 7 pułk strzelców konnych. Zbyt duże zagęszczenie spowodowało, że  jeden szwadron rotacyjnie do listopada 1926 przebywał w koszarach  w nadgranicznym Zbąszyniu.  W 1925 7 psk otrzymał drugi kompleks koszarowy przy ul. Taborowej 22 i 15 puł przejął po nim zachodnią część Koszar Łokietka na rogu ulic: Marcelińskiej i Polnej (m.in. z dwiema dużymi, krytymi ujeżdżalniami).
Zgodnie z rozkazem ministra spraw wojskowych O.V. L 33035 E z 1925 przy pułku stacjonował 3 szwadron samochodów pancernych.
19 marca 1929 odbyła się uroczystość nadania koszarom 15 pułku ułanów nazwy Koszary imienia Marszałka Józefa Piłsudskiego. Zatwierdzenie tej nazwy ogłoszono w Dzienniku Rozkazów MSWojsk. nr 25 z 5 sierpnia 1930, poz. 294.
Po odejściu 7 pułku strzelców konnych do Biedruska, z dniem 31 maja 1938 wszystkie obiekty koszarowe przy ul. Grunwaldzkiej i magazyny paszy w kompleksie przy ul. Taborowej 2 przejął 15 puł.  2 listopada 1938 w dwóch koszarowcach zakwaterowano 18 batalion Junackich Hufców Pracy.
Do dziś (2019) zachowała się tylko część zabudowy koszar, poprzeplatana późniejszą zabudową. W 1945 zniszczona została całkowicie północna pierzeja ul. Grunwaldzkiej wraz z willą dowódcy pułku. Podczas poszerzania tej ulicy wyburzono wszystkie budynki stojące w pierzei południowej (w tym pięć szwadronowych bloków koszarowych). Istnieją (2019) dwa bloki szwadronowe przy Grunwaldzkiej 26/28 i Wojskowej 10, kasyno oficerskie (Grunwaldzka 34), kwatermistrzostwo (Grunwaldzka 28A) i dwa budynki gospodarcze (Grunwaldzka 24/26A i  34A) oraz trzy domy kadry zawodowej (Wojskowa 8, J. Matejki 63 i 63/1). Zachował się też kompleks stajni w części zachodniej i częściowo stajnie we wschodniej części koszar. Z Koszar Łokietka przetrwała całość zabudowy na rogu ulic: Marcelińskiej i Polne i budynek krytej ujeżdżalni. Odbudowany po wojnie w 1982 pomnik 15 puł stoi na Starym Mieście.

### Mobilizacja
| Pułk w planie mobilizacyjnym „S”        | Pułk w planie mobilizacyjnym „S” | Pułk w planie mobilizacyjnym „S” |
| Nazwa pododdziału                       | Termin                           | Miejsce mobilizacji              |
| --------------------------------------- | -------------------------------- | -------------------------------- |
| dowódca pułku z drużyną                 | alarm                            | Poznań                           |
| pluton łączności                        | alarm                            | Poznań                           |
| 1÷2 szwadrony                           | alarm                            | Poznań                           |
| 3 szwadron                              | alarm                            | Zbaszyń                          |
| 4 szwadron                              | alarm                            | Poznań                           |
| szwadron karabinów maszynowych          | alarm                            | Poznań                           |
| szwadron pionierów nr 113               | alarm                            | Poznań                           |
| szwadron pionierów nr 101               | 11                               | Poznań                           |
| szwadron kawalerii nr 44                | 6                                | Poznań                           |
| pluton ckm nr 44                        | 6                                | Poznań                           |
| szwadron kawalerii nr 74                | 10                               | Poznań                           |
| pluton ckm nr 74                        | 10                               | Poznań                           |
| szwadron samochodów pancernych nr 113   | alarm                            | Poznań                           |
| Kwatera Główna nr 113 (I eszelon)       | alarm                            | Poznań                           |
| Kwatera Głowna nr 113 (II eszelon)      | 4                                | Poznań                           |
| poczta polowa nr 59                     | 4                                | Poznań                           |
| sąd polowy nr 113                       | 4                                | Poznań                           |
| uzupełnienie do czasu „W”               | 5                                | Poznań                           |
| uzupełnienie szwadronu pionierów nr 113 | 5                                | Poznań                           |
| kolumna taborowa nr 761                 | 7                                | Poznań                           |
| dowódca brygady nr 7                    | alarm                            | Poznań                           |
| szwadron marszowy 1/15 puł              | 18                               | Poznań                           |
| pluton marszowy nr 1/113 szw. pionerów  | 18                               | Poznań                           |
| pluton marszowy nr 1/44                 | 30                               | Poznań                           |
| pluton marszowy nr 1/74                 | 30                               | Poznań                           |
| szwadron zapasowy                       | do 15                            | Poznań                           |

| Obsada personalna i struktura organizacyjna w marcu 1939 | Obsada personalna i struktura organizacyjna w marcu 1939 |
| Stanowisko                                               | Stopień, imię i nazwisko                                 |
| -------------------------------------------------------- | -------------------------------------------------------- |
| dowódca pułku                                            | ppłk Tadeusz Mikke                                       |
| I zastępca dowódcy                                       | ppłk dypl. Włodzimierz Bronisław Peucker                 |
| adiutant                                                 | por. Szymon Bolesław Skorupski                           |
| naczelny lekarz medycyny                                 | kpt. lek. dr Edward Gorzkowski                           |
| starszy lekarz weterynarii                               | mjr lek. wet. Albin Kazimierz Ziemecki                   |
| II zastępca dowódcy (kwatermistrz)                       | mjr Julian Jerzy Fischer-Drauenegg                       |
| oficer mobilizacyjny                                     | rtm. Zygmunt Jerzy Dobrzański                            |
| zastępca oficera mobilizacyjnego                         | rtm. Władysław Józef Mackiewicz                          |
| oficer administracyjno-materiałowy                       | rtm. Władysław Alojzy Braunek                            |
| dowódca szwadronu gospodarczego                          | por. Szymon Bolesław Skorupski                           |
| oficer gospodarczy                                       | por. int. Piotr Paciorek                                 |
| oficer żywnościowy                                       | chor. Marceli Nowicki                                    |
| dowódca plutonu łączności                                | por. Bogdan Władysław Lubierski                          |
| dowódca plutonu kolarzy                                  | por. Roman Rożałowski                                    |
| dowódca plutonu ppanc.                                   | ppor. Maciej Prószyński                                  |
| dowódca 1 szwadronu                                      | rtm. dypl. Sławomir Zarzycki                             |
| dowódca plutonu                                          | por. Sergiusz Wieżański                                  |
| dowódca plutonu                                          | ppor. Wacław Zieliński                                   |
| dowódca 2 szwadronu                                      | p.o. por. Stanisław Jerzy Gardulski                      |
| dowódca plutonu                                          | por. Zbigniew Witold Marcin Barański                     |
| dowódca plutonu                                          | ppor. Jerzy Filip Karol Siarkiewicz                      |
| dowódca 3 szwadronu                                      | rtm. Czesław Małachowski                                 |
| dowódca plutonu                                          | por. Mieczysław Ludwik Cezary Bukowski                   |
| dowódca 4 szwadronu                                      | mjr Władysław Bobiński                                   |
| dowódca plutonu                                          | ppor. Jerzy Wincenty Kozierowski                         |
| dowódca plutonu                                          | ppor. Zygmunt Mikołaj Twardowski                         |
| dowódca szwadronu km                                     | rtm. Jan Brodzki                                         |
| dowódca plutonu                                          | por. Marian Łukowski                                     |
| dowódca plutonu                                          | por. Roman Bamburski                                     |
| dowódca szwadronu zapasowego                             | mjr Kazimierz Józef Chłapowski                           |
| zastępca dowódcy                                         | rtm. kontr. Michał Kwaliaszwili                          |
| na kursie                                                | rtm. Bronisław Buszkiewicz                               |
| na kursie                                                | rtm. adm. (kaw.) Alfred Swirtun                          |
| na kursie                                                | por. Józef Dymitr Haraszewski                            |

## Pułk w kampanii wrześniowej
W kampanii wrześniowej pułk wziął udział w składzie Wielkopolskiej Brygady Kawalerii wchodzącej w skład Armii „Poznań”.
- 1 września 1939 Pułk znajdował się koło Zaniemyśla. Następnie skierował się na Uniejów i nad Bzurę.
- w dniach 9 – 18 września 1939 znajdował na wschodnim skrzydle Armii Poznań tocząc ciężkie walki pod Brochowem i Walewicami w ramach Bitwy nad Bzurą. We wsi Boczki Domaradzkie 12 września poległ dowódca Pułku ppłk Tadeusz Mikke.
- po bitwie Pułk osłaniał odwrót Armii Poznań i resztek Armii Pomorze przez Kampinos do Warszawy do której dotarł 20 września. Ostatnia zbiórka odbyła się 28 września w dniu kapitulacji stolicy.

| Struktura organizacyjna i obsada personalna we wrześniu 1939 | Struktura organizacyjna i obsada personalna we wrześniu 1939 |
| ------------------------------------------------------------ | ------------------------------------------------------------ |
| Dowództwo                                                    |                                                              |
| dowódca pułku                                                | ppłk Tadeusz Mikke                                           |
| I zastępca dowódcy                                           | mjr Kazimierz Józef Chłapowski                               |
| kwatermistrz                                                 | rtm. Władysław Braunek                                       |
| adiutant                                                     | por. Szymon Bolesław Skorupski                               |
| oficer ordynansowy                                           | por. rez. Andrzej Niegolewski                                |
| oficer informacyjny                                          | por. rez. Stanisław Kościelski                               |
| oficer broni                                                 | ppor. rez. Stefan Kaczmarek                                  |
| oficer żywnościowy                                           | chor. Marceli Nowicki                                        |
| płatnik                                                      | ppor. rez. Adam Glabisz                                      |
| dowódca taboru bojowego                                      | por. rez. Witold Prus-Głowacki                               |
| lekarz                                                       | kpt. lek. dr Edward Gorzkowski                               |
| lekarz weterynarii                                           | ppor. lek. wet. Euzebiusz Małecki                            |
| kapelan                                                      | kpl. rez. ks. Marian Konopiński                              |
| szef kancelarii pułku                                        | wachm.Stefan Dąbrowski                                       |
| dowódca plutonu łącznosci                                    | por. Bohdan Lubierski                                        |
| dowódca plutonu łącznosci                                    | plut. pchor. Maciej Rembowski                                |
| dowódca plutonu ppanc.                                       | ppor. Maciej Prószyński (poległ 14 IX pod Młogoszynem),      |
| dowódca plutonu ppanc.                                       | wachm. Antoni Oleniczak                                      |
| 1 szwadron                                                   |                                                              |
| dowódca                                                      | por. Stanisław Jerzy Gardulski                               |
| dowódca I plutonu                                            | ppor. Sergiusz Wieżański                                     |
| dowódca II plutonu                                           | ppor. Wacław Zieliński                                       |
| dowódca III plutonu                                          | ppor. rez. Jan Maliszewski                                   |
| szef szwadronu                                               | st. wachm. Józef Filipiak                                    |
| 2 szwadron                                                   |                                                              |
| dowódca                                                      | rtm. Władysław Józef Mackiewicz                              |
| dowódca I plutonu                                            | ppor. Jerzy Siarkiewicz                                      |
| dowódca II plutonu                                           | por. rez. Józef Klonowski                                    |
| dowódca III plutonu                                          | ppor. rez. Zygmunt Józef Kęszycki                            |
| szef szwadronu                                               | st. wachm. Walenty Smektała                                  |
| 3 szwadron                                                   |                                                              |
| dowódca                                                      | rtm. Czesław Małachowski                                     |
| dowódca I plutonu                                            | por. Roman Rożałowski                                        |
| dowódca II plutonu                                           | ppor. rez. Witold Szczęśniewski                              |
| dowódca III plutonu                                          | ppor. rez. Zygmunt Rusiecki                                  |
| szef szwadronu                                               | st. wachm. Stefan Stepczyński                                |
| 4 szwadron                                                   |                                                              |
| dowódca                                                      | rtm. Bronisław Buszkiewicz                                   |
| dowódca I plutonu                                            | ppor. Zygmunt Twardowski                                     |
| dowódca II plutonu                                           | ppor. rez. Brunon Henryk Stroiński                           |
| dowódca III plutonu                                          | ppor. rez. Andrzej Wiewiórowski                              |
| szef szwadronu                                               | wachm. Antoni Michalczyk                                     |
| szwadron ciężkich karabinów maszynowych                      |                                                              |
| dowódca                                                      | rtm. Jan Brodzki                                             |
| dowódca I plutonu                                            | por. Marian Łukowski                                         |
| dowódca II plutonu                                           | por. rez. Aleksander Józef Lossow                            |
| dowódca III plutonu                                          | ppor. Mieczysław Tarnopolski                                 |
| wachm. Ignacy Bandosz                                        |                                                              |
| szef szwadronu                                               | st. wachm. Alojzy Jaeger                                     |
| szwadron kolarzy                                             |                                                              |
| dowódca                                                      | por. Przemysław Czarnocki                                    |
| dowódca I plutonu                                            | ppor. rez. Jan Trzciński                                     |
| dowódca II plutonu                                           | ppor. rez. Adolf Liebich                                     |
| dowódca III plutonu                                          | pchor. rez. Zygmunt Warczygłowa                              |
| szwadron gospodarczy                                         |                                                              |
| dowódca szwadronu                                            | por. rez. Krzysztof Wize                                     |
| szef szwadronu                                               | chor. Wojciech Grocholski                                    |

### Kawalerowie Orderu Virtuti Militari
| Żołnierze pułku odznaczeni Krzyżem Srebrnym Orderu Virtuti Militari za kampanię wrześniową 1939 | Żołnierze pułku odznaczeni Krzyżem Srebrnym Orderu Virtuti Militari za kampanię wrześniową 1939 | Żołnierze pułku odznaczeni Krzyżem Srebrnym Orderu Virtuti Militari za kampanię wrześniową 1939 |
| ----------------------------------------------------------------------------------------------- | ----------------------------------------------------------------------------------------------- | ----------------------------------------------------------------------------------------------- |
| ppłk Tadeusz Mikke                                                                              | mjr Kazimierz Józef Chłapowski                                                                  | rtm. Władysław Braunek                                                                          |
| rtm. Jan Brodzki                                                                                | rtm. Bukowski Zbigniew                                                                          | rtm. Buszkiewicz Bronisław                                                                      |
| rtm. Kwałiaszwiii Michał                                                                        | rtm. Mackiewicz Władysław                                                                       | rtm. Skorupski Szymon                                                                           |
| kpt. Edward Gorzkowski                                                                          | por. Barański Zbigniew                                                                          | por. Antoni Dunin                                                                               |
| por. Gardulski Stanisław                                                                        | por. Lubierski Bohdan                                                                           | por. Łukowski Marian                                                                            |
| por. Niegołewski Andrzej                                                                        | por. Roman Rożałowski                                                                           | ppor. Maliszewski Jan                                                                           |
| ppor. Okinczyc Leon                                                                             | ppor. Prószyński Maciej                                                                         | ppor. Rusiecki Zygmunt                                                                          |
| ppor. Trzciński Jan                                                                             | ppor. Twardowski Zygmunt                                                                        | ppor. Wiewiórowski Andrzej                                                                      |
| ppor. Wieżański Jan                                                                             | ppor. Zieliński Wacław                                                                          | pchor. Wojciech Górny                                                                           |
| pchor. Glabisz Andrzej                                                                          | st. wachm. Jaeger Alojzy                                                                        | st. wachm Michalczyk Antoni                                                                     |
| st. wachm. Grzeszczyk Franciszek                                                                | st. wachm. Olejniczak Antoni                                                                    | st. wachm. Radecki Franciszek                                                                   |
| kpr. Kowalski Franciszek                                                                        | kpr. Socha Franciszek                                                                           | st. uł. Bartkowiak Bronisław                                                                    |
| st. uł. Krzyśko Czesław                                                                         | st. uł. Wyrwas Ignacy                                                                           | uł. Gracz Feliks                                                                                |
| uł. Kiszka Jan                                                                                  |                                                                                                 |                                                                                                 |

## Symbole pułkowe

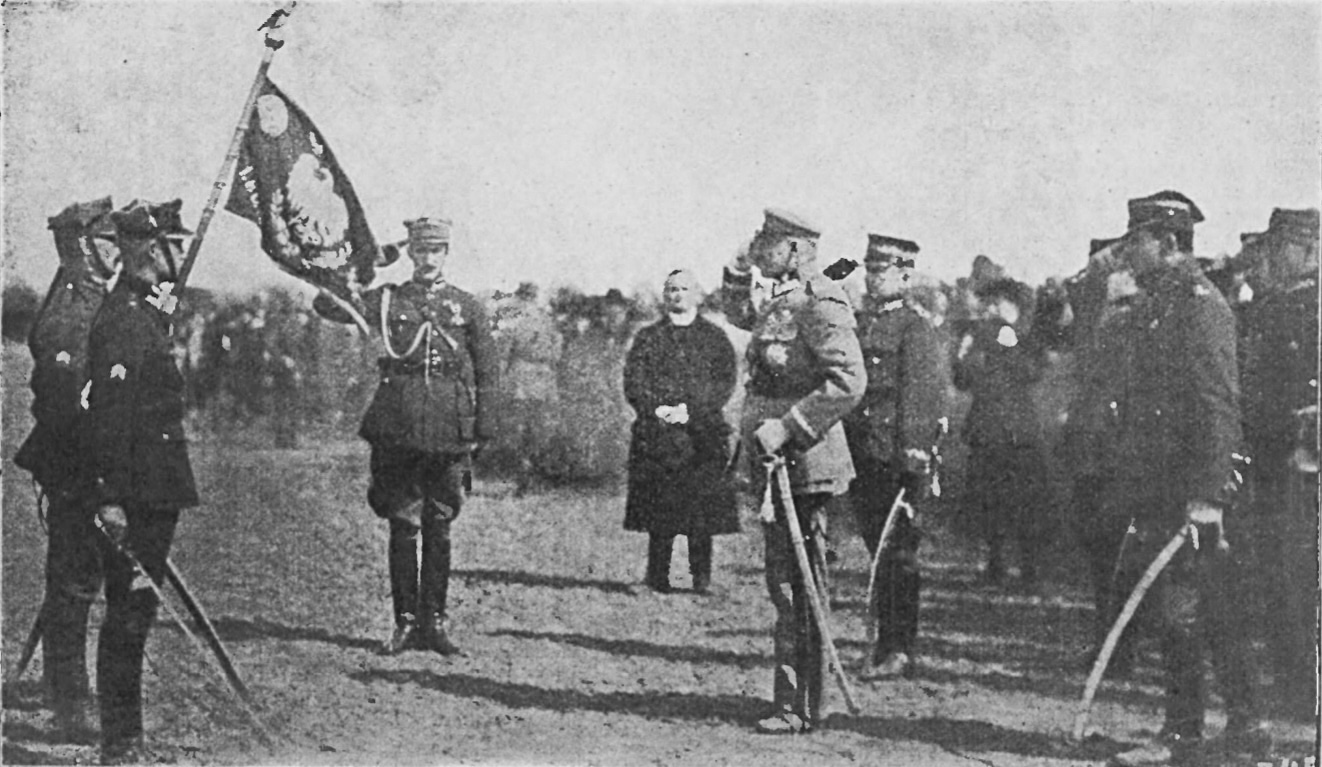
Naczelny Wódz Józef Piłsudski dekoruje Orderem Virtuti Militari sztandar 15 puł; kwiecień 1921

### Sztandar
29 lipca 1919 roku na Błoniach Grunwaldzkich w Poznaniu generał Józef Dowbor-Muśnicki wręczył pułkowi chorągiew ufundowaną przez poznanianki z „Ogniska Żołnierza Polskiego”. Był to sztandar nieprzepisowy, nowego pułk nie otrzymał. Order wojenny Virtuti Militari zawiesił na sztandarze marszałek Józef Piłsudski na Błoniach Grunwaldzkich 22 kwietnia 1921.

### Odznaka pamiątkowa
7 czerwca 1930 roku minister spraw wojskowych marszałek Polski Józef Piłsudski zatwierdził regulamin odznaki pamiątkowej 15 pułku ułanów. Odznaka o wymiarach 36x34 mm ma kształt srebrnego orła trzymającego w szponach szablę, a w dziobie rozwiniętą emaliowaną wstążkę Orderu Virtuti Militari. Orzeł okolony jest pozłacanym wieńcem laurowym, przepasany po przekątnej proporcami w barwach biało-pąsowych (od 1927 roku – biało-szkarłatnych). Na wieńcu wpisana data wybuchu powstania wielkopolskiego „1918 27 XII”. Odznaka oficerska – dwuczęściowa, wykonana w tombaku, srebrzona i emaliowana. Autorem projektu odznaki był Jarema Zapolski, a wykonawcą Wiktor Gontarczyk z Warszawy.

### Barwy
| Proporczyk | Opis                                                             |
| ---------- | ---------------------------------------------------------------- |
|            | proporczyk używany w 1920 – biało-pąsowy                         |
|            | od 1927 proporczyk biało-szkarłatny                              |
|            | proporczyk dowództwa w 1939                                      |
|            | proporczyk 1 szwadronu w 1939                                    |
|            | proporczyk 2 szwadronu w 1939                                    |
|            | proporczyk 3 szwadronu w 1939                                    |
|            | proporczyk 4 szwadronu w 1939                                    |
|            | proporczyk 5 szwadronu ckm w 1939                                |
|            | proporczyk plutonu łączności w 1939                              |
| Inne       | Opis                                                             |
|            | Na czapce rogatywce – otok szkarłatny                            |
|            | Szasery ciemnogranatowe, lampasy szkarłatne, wypustka szkarłatna |
|            | „Łapka” (do 1921) – karmazynowa                                  |

### Żurawiejki
| A kto wroga krwią zbroczony? To piętnasty pułk czerwony.                   | Skąd piętnasty jest czerwony? Bolszewików krwią zbroczony. | Ostróg brzęk w Poznaniu dzwoni, To z piętnastki są czerwoni. |
| Lepiej zginąć na dnie sracza, Niźli służyć u Kiedacza.                     | Wciąż gotowi do kochania, To ułani są z Poznania.          | Pusta kieszeń, a gest pański, To piętnasty pułk ułański.     |
| Po każdej zwrotce: Lance do boju, szable w dłoń, bolszewika goń, goń, goń! |                                                            |                                                              |

## Poznańscy ułani

### Dowódcy i zastępcy dowódcy pułku
| Stopień, imię i nazwisko                | Okres pełnienia służby    | Kolejne stanowisko    |
| Dowódcy pułku                           | Dowódcy pułku             | Dowódcy pułku         |
| --------------------------------------- | ------------------------- | --------------------- |
| ppor. Kazimierz Ciążyński               | 30 XII 1918 do 14 I 1919  |                       |
| ppor. Józef Lossow                      | 14 do 29 I 1919           |                       |
| ppłk Aleksander Pajewski                | 31 I do 23 IV 1919        |                       |
| ppłk Władysław Anders                   | 23 IV 1919 – IX 1921      |                       |
| płk Gwido Poten                         | IX 1921 do 5 VI 1924      |                       |
| płk Stanisław Grzmot-Skotnicki          | 5 VI 1924 – 11 VIII 1927  |                       |
| płk Rudolf Dreszer                      | 15 VIII 1927 do X 1931    |                       |
| ppłk Konrad Zembrzuski                  | 30 III 1932 do 3 VI 1938  |                       |
| ppłk kaw. Tadeusz Mikke                 | 13 VII 1937 – †12 IX 1939 |                       |
| mjr kaw. Kazimierz Chłapowski           | 12–28 IX 1939             |                       |
| Zastępcy dowódcy pułku                  |                           |                       |
| ppłk kaw. Albert Traeger                | 1923 – 28 I 1928          | dowódca 18 puł        |
| mjr kaw. Adam Radomyski                 | 26 IV 1928 – XII 1929     | Inspektor Płn. GS KOP |
| mjr dypl. kaw. Kazimierz Dworak         | 20 II 1930 – XI 1932      | dowódca 24 puł        |
| ppłk kaw. Tadeusz Mikke                 | 19 V 1933 – 10 VI 1938    | dowódca 15 puł        |
| ppłk dypl. kaw. Włodzimierz Paucker     | do 25 III 1939            | Biuro Inspekcji GISZ  |
| mjr kaw. Julian Jerzy Fischer-Drauenegg | wz. 25 III – 24 VIII 1939 | dowódca OZ Kaw.       |
| mjr kaw. Kazimierz Chłapowski           | 24 VIII – 12 IX 1939      | dowódca pułku         |

### Żołnierze 15 pułku ułanów - ofiary zbrodni katyńskiej

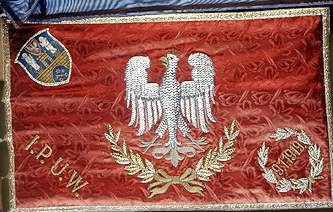
Sztandar 15 pułku Ułanów Poznańskich (strona lewa)

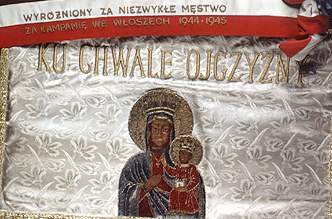
Sztandar 15 pułku Ułanów Poznańskich (strona prawa)

Biogramy ofiar zbrodni katyńskiej znajdują się między innymi w bazach udostępnionych przez Ministerstwo Kultury i Dziedzictwa Narodowego oraz Muzeum Katyńskie.
| Nazwisko i imię     | stopień              | zawód             | miejsce pracy przed mobilizacją | zamordowany |
| ------------------- | -------------------- | ----------------- | ------------------------------- | ----------- |
| Bąkowski-Jaxa Jerzy | porucznik rezerwy    | prawnik           | sąd grodzki w Tczewie           | Katyń       |
| Kubicki Władysław   | podporucznik rezerwy |                   |                                 | Katyń       |
| Swirtun Alfred      | rotmistrz            | żołnierz zawodowy | (e)                             | Charków     |

## Pamięć o pułku
Tradycje pułku kultywowała 15 Wielkopolska Brygada Kawalerii Pancernej. Po jej rozwiązaniu czyni to 15 batalion Ułanów Poznańskich im. gen. broni Władysława Andersa z 17 Wielkopolskiej Brygady Zmechanizowanej
Imię 15 pułku Ułanów Poznańskich noszą:
- Szkoła Podstawowa nr 77 w Poznaniu (wcześniej im. Pawła Findera) mieszcząca się u zbiegu ulic Dmowskiego i Hetmańskiej[43]
- 33 Kawaleryjska Drużyna Harcerska z Mosiny
- 64 Poznańska Drużyna Harcerska
- Prywatne Liceum Ogólnokształcące w Luboniu (nosi imię Zbigniewa Kiedacza, jednego z dowódców pułku)
- V Szczep Drużyn Harcerskich i Zuchowych w Hufcu Poznań-Wilda
- 7. Drużyna Harcerska w Hufcu Warszawa, Wielka Brytania
- Szkoła Podstawowa im. 15 Pułku Ułanów Poznańskich w Zespole Szkół w Krośnie (Krosno to wieś blisko Poznania i Mosiny)
- aleja w Parku Cytadela[44], dawniej nazywana aleją Republik

W Wielkopolskim Muzeum Wojskowym w Poznaniu wystawiony jest częściowo zniszczony podczas II wojny światowej i zrekonstruowany w 1967 roku sztandar pułku.
W kościele pw św. Michała w Poznaniu znajdują się odsłonięte we wrześniu 1986 tablice upamiętniające Zbigniewa Kiedacza i Tadeusza Mikke oraz odsłonięte 28 kwietnia 1971 roku tablice upamiętniające innych żołnierzy 15 Pułku Ułanów Poznańskich.
W 1996 staraniem Towarzystwa byłych Żołnierzy i Przyjaciół 15 Pułku Ułanów Poznańskich (powstało w 1991 w Poznaniu) i działającego na emigracji od 1946 początkowo we Włoszech, a później w Londynie Koła Ułanów Poznańskich im. gen. broni Władysława Andersa nadano numer 15 Wielkopolskiej Brygadzie Kawalerii Pancernej, a jej 1 batalion czołgów otrzymał barwy pułkowego proporczyka 15 pułku Ułanów Poznańskich. Po rozformowaniu 15 WBKP tradycje pułku i jego barwy przejął 3 batalion 17 Wielkopolskiej Brygady Zmechanizowanej, otrzymując nazwę wyróżniającą 15 batalionu Ułanów Poznańskich im. gen. broni Władysława Andersa (decyzja Ministra Obrony Narodowej 171/MON z dnia 12 maja 2006). W barwach 15 pułku występuje także Ochotniczy Reprezentacyjny Oddział Ułanów Miasta Poznania oraz Reprezentacyjny Oddział Kawalerii Towarzystwa byłych Żołnierzy i Przyjaciół 15 Pułku Ułanów Poznańskich.

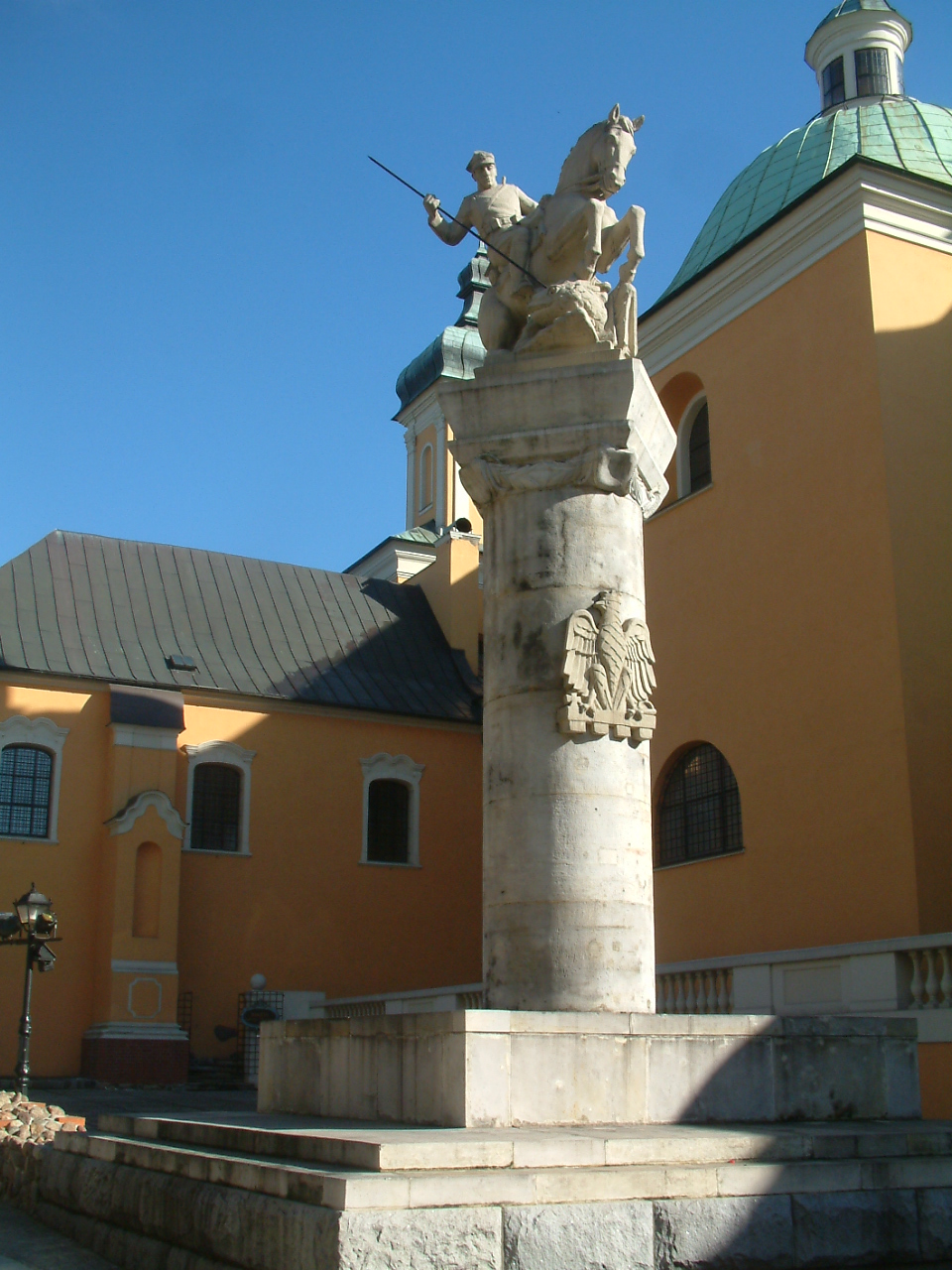
Pomnik 15 pułku w Poznaniu
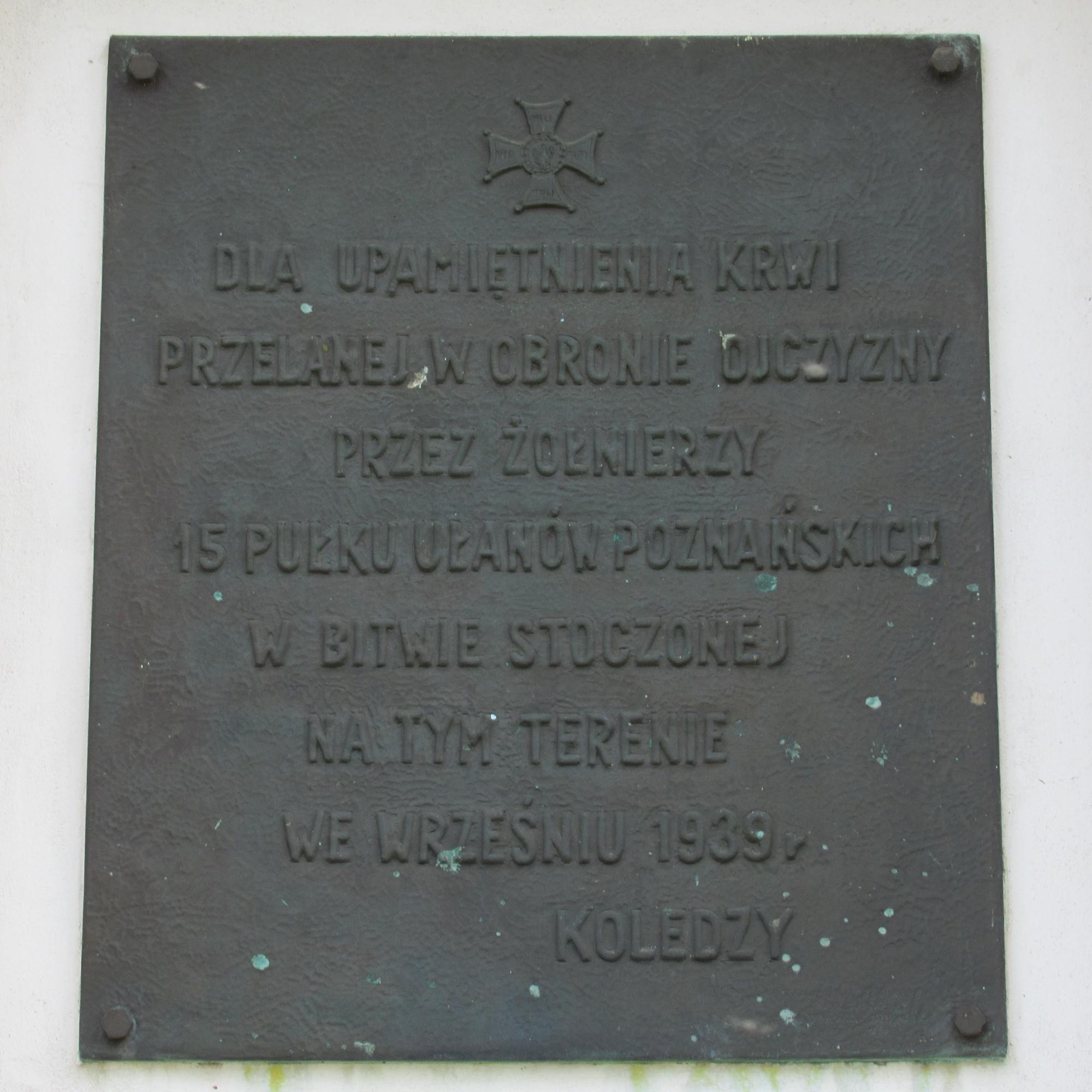
Tablica pamiątkowa w Brochowie (Bitwa nad Bzurą)
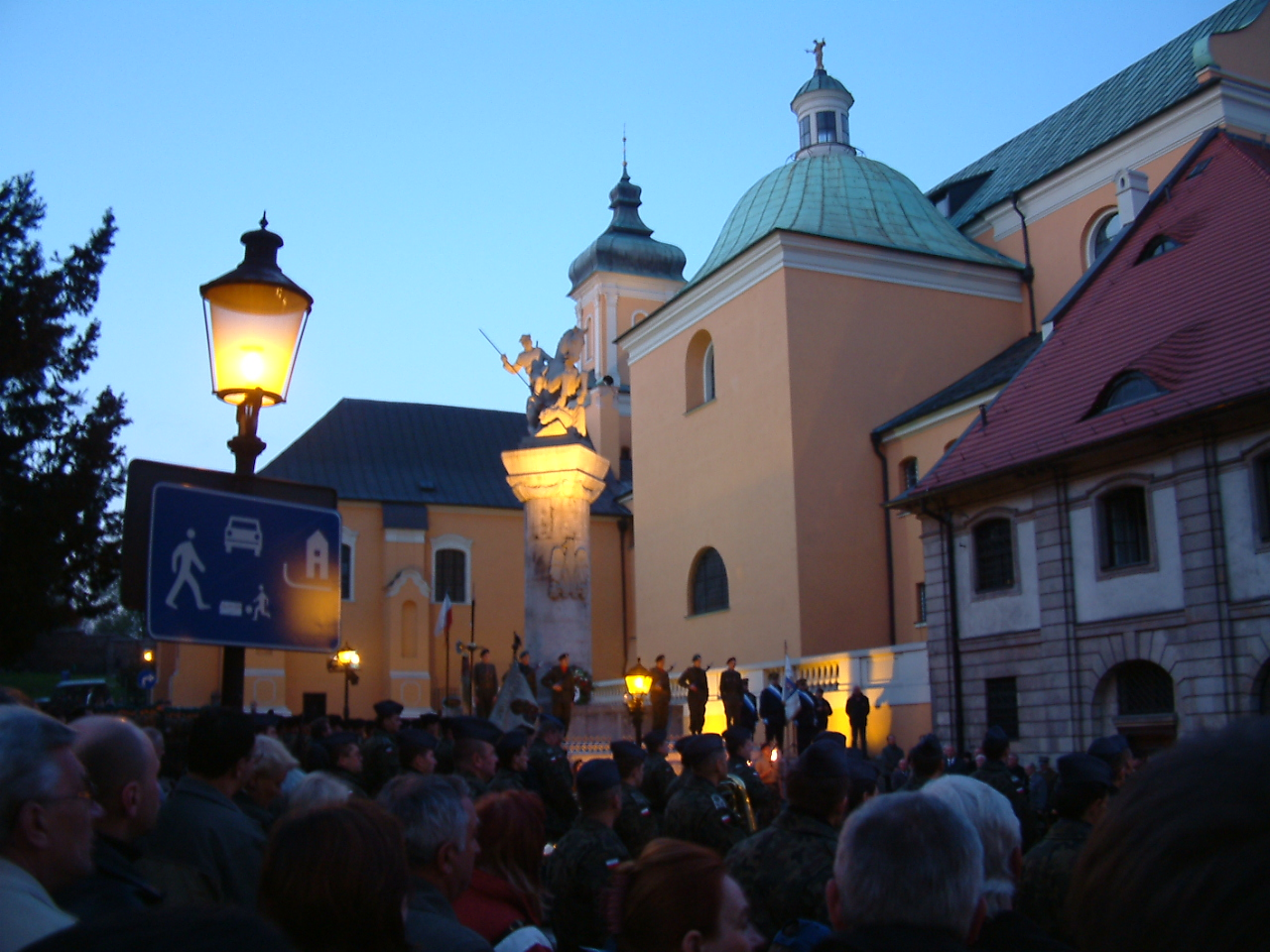
Capstrzyk i apel poległych w 2005 pod pomnikiem 15 pułku
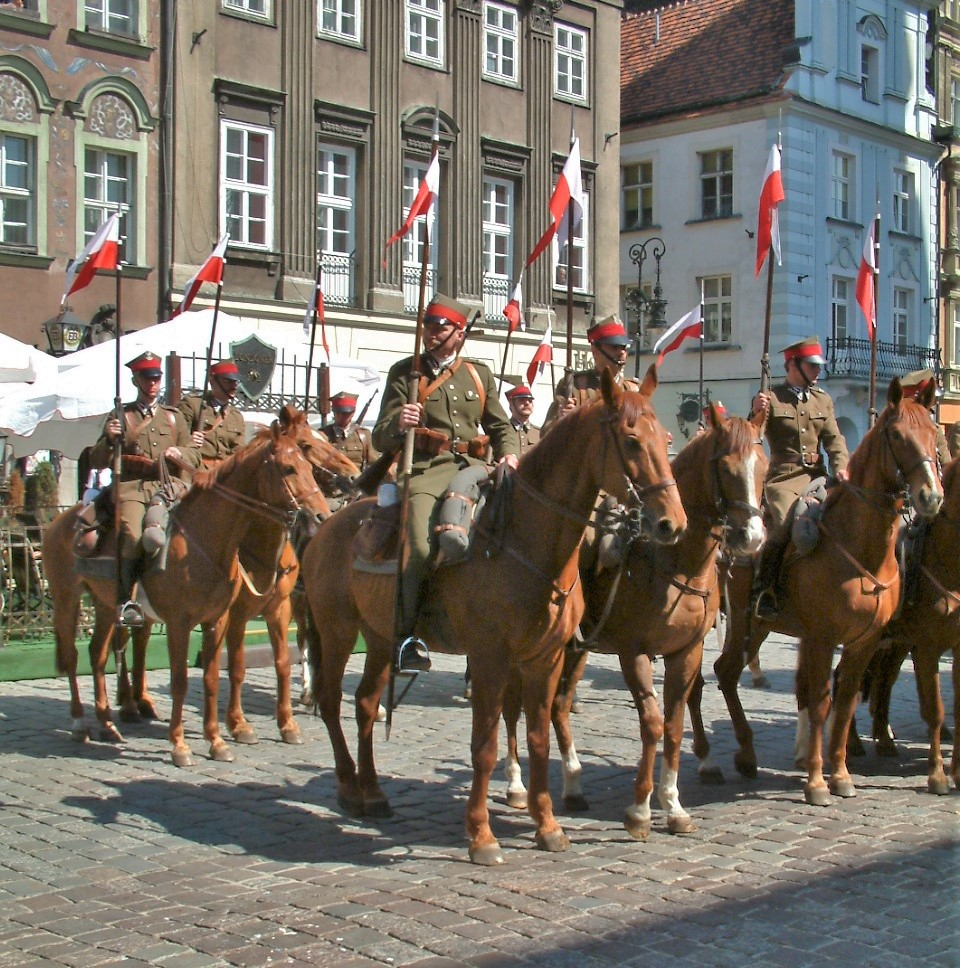
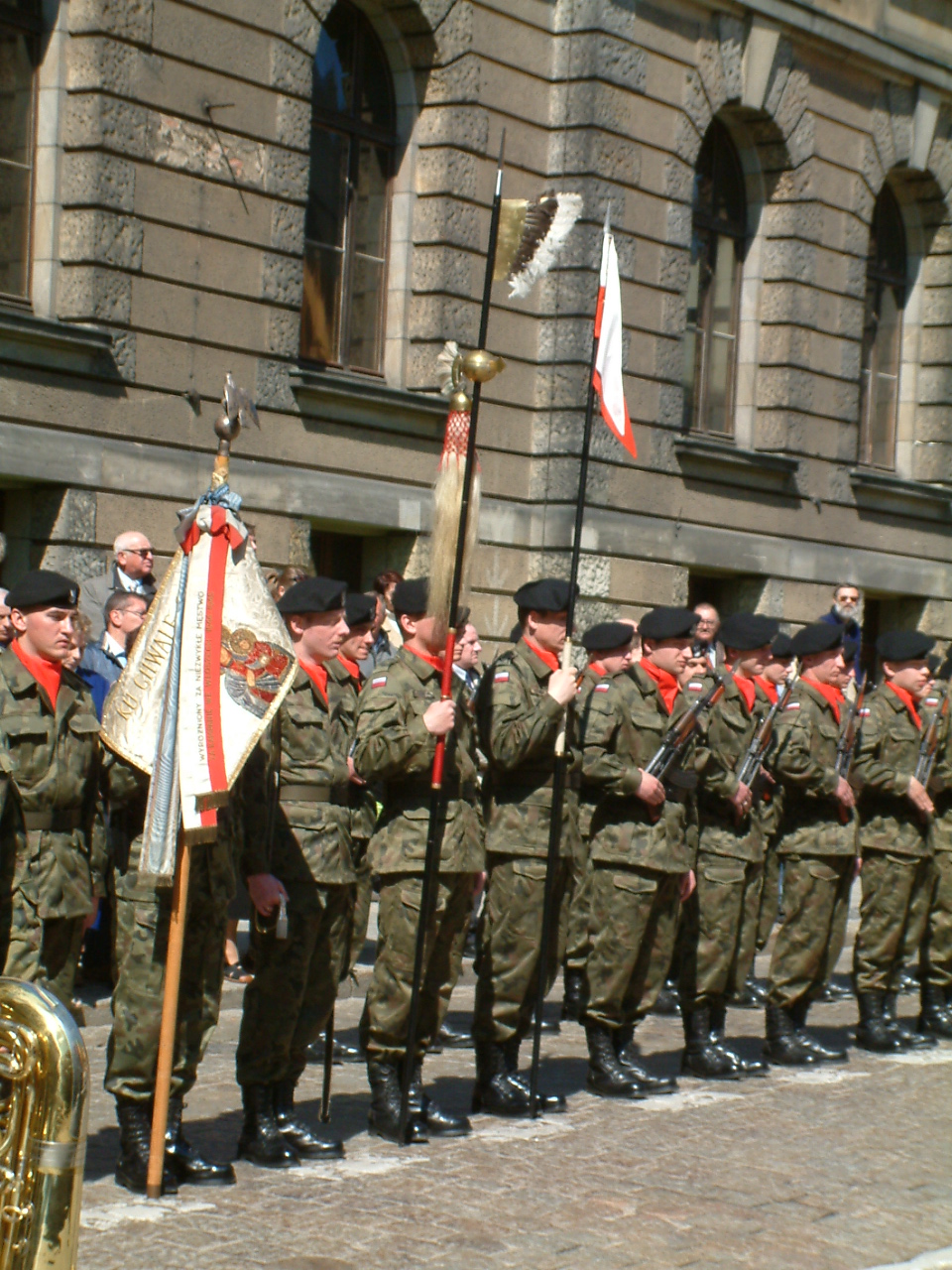
Żołnierze 1/15 WBPanc ze sztandarem 15 p.uł., buńczukiem i proporcem